# Uniformes militares de Colombia

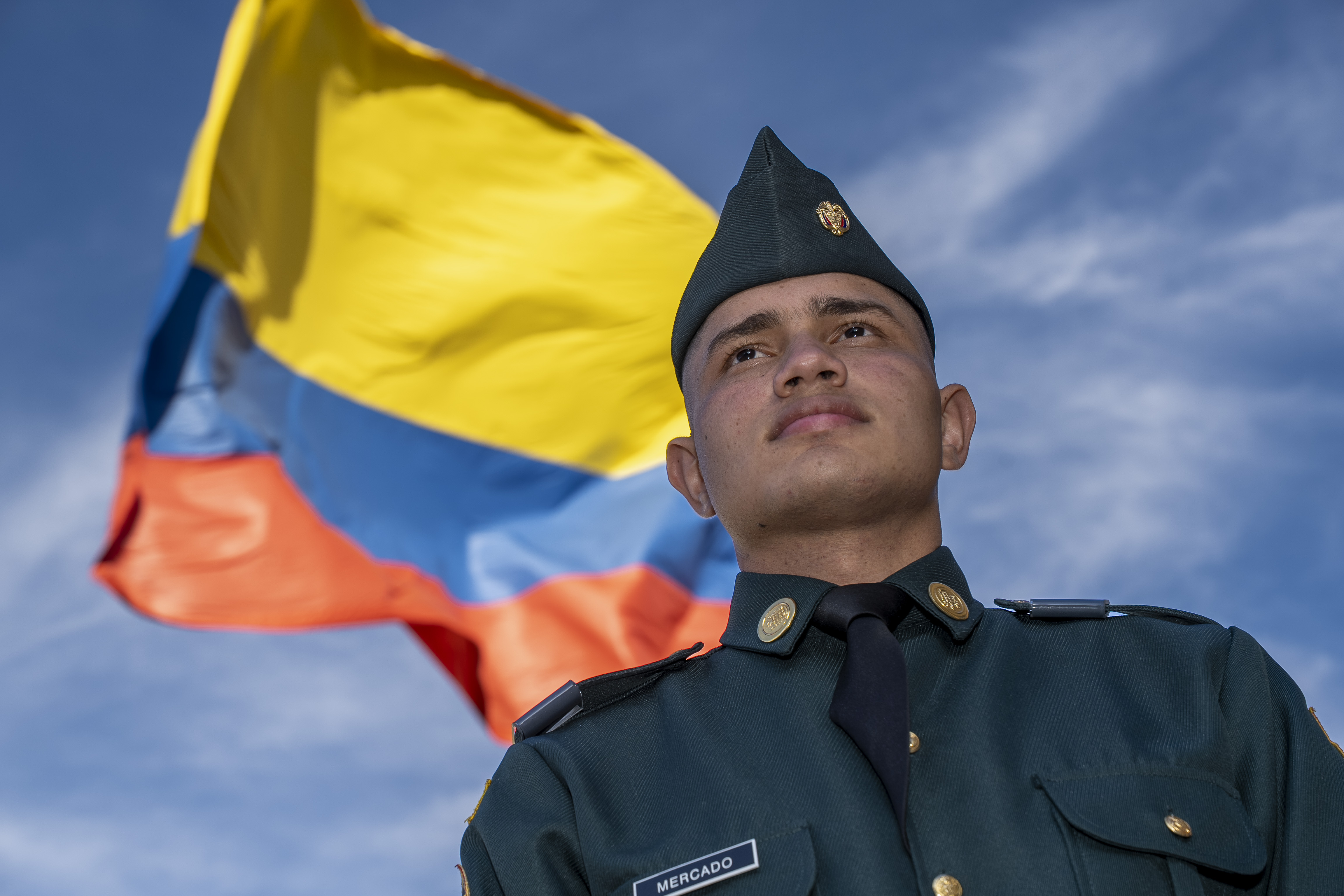
Soldado de Colombia en uniforme de gala en 2025

Los uniformes militares han sido utilizados en Colombia desde 1810, día de la independencia del país. Los uniformes son distintos para cada fuerza militar siendo el uniforme blanco el más distintivo para la Armada de Colombia.

## Historia

### Primer Periodo
Los uniformes militares utilizados durante la primera etapa de la Guerra de Independencia de Colombia por el ejército patriota seguían el corte y diseño establecido por los reglamentos militares de España, ya que los primeros batallones del ejército patriota habían sido unidades del ejército español en América que se pasaron al bando patriota tras estallar las varias revueltas en 1810 en la Nueva Granada. 
Tras la revuelta de 20 de julio de 1810 las unidades del ejército colonial español en Santafé de Bogotá y en otras ciudades del país se pasaron al bando patriota y por un tiempo mantuvieron sus uniformes según los reglamentos previamente establecidos. La influencia española en los uniformes militares también estuvo presente en las nuevas unidades que se crearon durante este periodo como cuando el gobierno patriota en 1810  (Junta Suprema de Santafé), decidió crear nuevas unidades como el Batallón de Infantería Guardias Nacionales , su uniforme consistía en una casaca azul corta, forro, solapa vuelta y cuello carmesí con guarnición de galón éste, y las armas de la ciudad en él y la solapa ojalada; la vuelta, igualmente guarnecida; chupa y pantalón blanco; botín negro, gorra negra, cubierta la copa con piel de oso y adornada con cordón y borlas del color de las vueltas; un escudo de plata con el nombre del batallón y pluma encarnada.

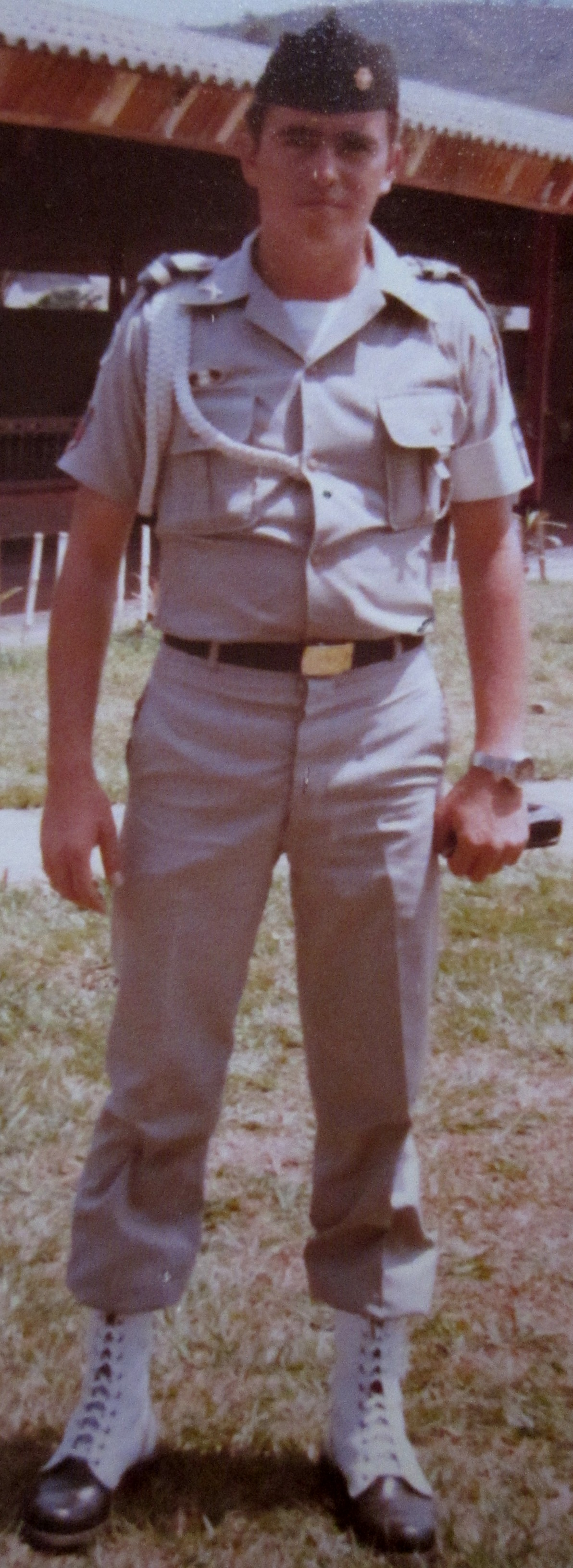
Uniforme de Policía Militar en prendas blancas

Durante la mayor parte Primera República (1810-1816) no hubo un reglamento establecido para los uniformes militares sino el gobierno de cada provincia proporcionaba a sus fuerzas con su propio reglamentación sobre uniformes. Por ejemplo, las unidades de Santafé (Bogotá), predominaba el color azul turquí para las casacas de paño de las unidades de infantería, estas cascas eran de doble botonadura y venían normalmente con solapas y collarines (cuellos) encarnadas, pero esto podía variar según la unidad. En la provincia de Antioquía el decreto de 1812 sobre las milicias de infantería de la provincia reglamentaba el uso casacas de color azul con solapas encarnadas.  Las unidades de Cartagena se vestían con uniformes de color blanco para las casacas con solapas azules o encarnadas. Por lo tanto para gorras, los oficiales normalmente usaban bicornios o sombreros de copa alta, los soldados fusileros también usaban sombreros de copa cuando se podían conseguir, pero muchos también usaban sombreros de paja de fabricación local, los soldados y oficiales granaderos se caracterizaban por usar gorras de piel de oso que se usaban en las unidades de granaderos del siglo 19. 
Para el calzado, las unidades veteranas normalmente trataban de equipar su hombres con botas y zapatos, pero el alto costo de estos elementos forzaba a las tropas a usar alpargatas de fabricación local ya que estas eran más económicas y duraban más para las largas marchas que emprendían el ejército patriota en campaña. 
Aunque algunas unidades de las provincias ricas que tenían la infraestructura para confeccionar uniformes pudieron vestir sus unidades con uniformes de sus respectivos reglamentación, la mayoría de unidades iban casi desnudas, o vestidos uniformes hechos de mantas de algodón crudo fabricadas en la provincia de El Socorro.
Al inicio de la guerra las tropas patriotas conservaron la cucarda roja que era usada por todo los cuerpos del ejército español en sus sombreros, pero al quererse diferenciar de sus enemigos se reemplazó esta con una de color amarilla y rojo (colores de la bandera de la junta suprema de Santafé). En 1813 cuando se estableció la bandera del Estado de Cundinamarca, las fuerzas de ese estado reemplazaron la cucarda amarilla y roja con una con los colores dorado, rojo, y azul. Las unidades de Cartagena de Indias  y luego de todo el país adoptaron una cucarda con los colores rojo, amarillo, y verde por la bandera cuadrilonga de Cartagena que luego fue adoptada por la Provincias Unidas de la Nueva Granada como el pabellón nacional. 
Durante este periodo el tema de uniformar unidades podía ser también por disposición de su propio comandante. Por ejemplo en febrero de 1815, Simón Bolívar que en ese momento figuraba como capitán general del ejército de la unión (comandante en jefe) decretó la creación de  una unidad que sirviera como su propia guardia con el nombre Guardia de Honor en la ciudad Mompox. Los uniformes de este cuerpo eran de color rojo y verde. 
En julio de 1815 el Congreso de las Provincias Unidas promulgó un decreto sobre la  reglamentación para uniformes militares de carácter nacional, pero no se sabe si este llegó a ser implementado en la mayoría de la unidades del ejército de la unión. En junio de 1815 el gobierno creó la Guardia de Honor  del congreso y del presidente, el uniforme para esa unidad era similar al del Bolívar pero no lo mismo. El uniforme de la Guardia de Honor del gobierno era el siguiente; para la infantería  chaqueta roja con ojales y boton amarillo, pluma, cuello, vuelta, y pantalón verde, botín negro, y fornitura de cuero del mismo color, gorra de piel de Oso con chapa de metal dorado en que estè gravado el nombre del Cuerpo. Para la Caballería: chaqueta verde con ojales y boton blanco, pluma encarnada y verde, vuelta, cuello, y pantalón encarnado, bota alta basta la rodilla, casco con cimera de piel de Oso, y chapa de metal blanco en que estè gravado el nombre del Cuerpo, mantilla y tapafunda verde con galon blanco.

#### Uniformes 1810-1816
- Uniforme de oficial del Batallón de Infantería Guardias Nacionales   casaca azul corta, forro, solapa vuelta y cuello carmesí con guarnición de galón éste, y las armas de la ciudad en él y la solapa ojalada; la vuelta, igualmente guarnecida; chupa y pantalón blanco; botín negro, gorra negra, cubierta la copa con piel de oso y adornada con cordón y borlas del color de las vueltas; un escudo de plata con el nombre del batallón y pluma encarnada. [1]
- Uniforme de Brigadier bicornio con galón de oro, casaca azul turquí con solapas, collarín y vueltas encarnadas y bordados en oro, pantalón amplios en color blanco, faja roja puñal. Este uniforme sigue todavía mucho del reglamento español sobre uniformes de 1806.
- Uniforme de Fusilero del Batallón Provincial de Cundinamarca casaca, forro y pantalón azul turquí, solapa, vuelta y collarín encarnado, chaleco y vivos blancos, medio botín negro, sombrero redondo con escarapela amarilla y encarnada, y con chapa de plata en el centro, en que esta estampada el nombre del cuerpo.[4]
- Uniforme de infante de la Guardia de Honor de las Provincias Unidas de la Nueva Granada (1815) chaqueta roja con ojales y boton amarillo (dorado), pluma, cuello, vuelta, y pantalón verde, botín negro, y fornitura de cuero del mismo color, gorra de piel de Oso con chapa de metal dorado en que estè gravado el nombre del Cuerpo Guardia de Honor.[5][3]  Este ejemplar perteneció a Pedro Alcántara Herrán, futuro presidente de Colombia quien inició su carrera militar en la Guardia de Honor como cadete.[6]

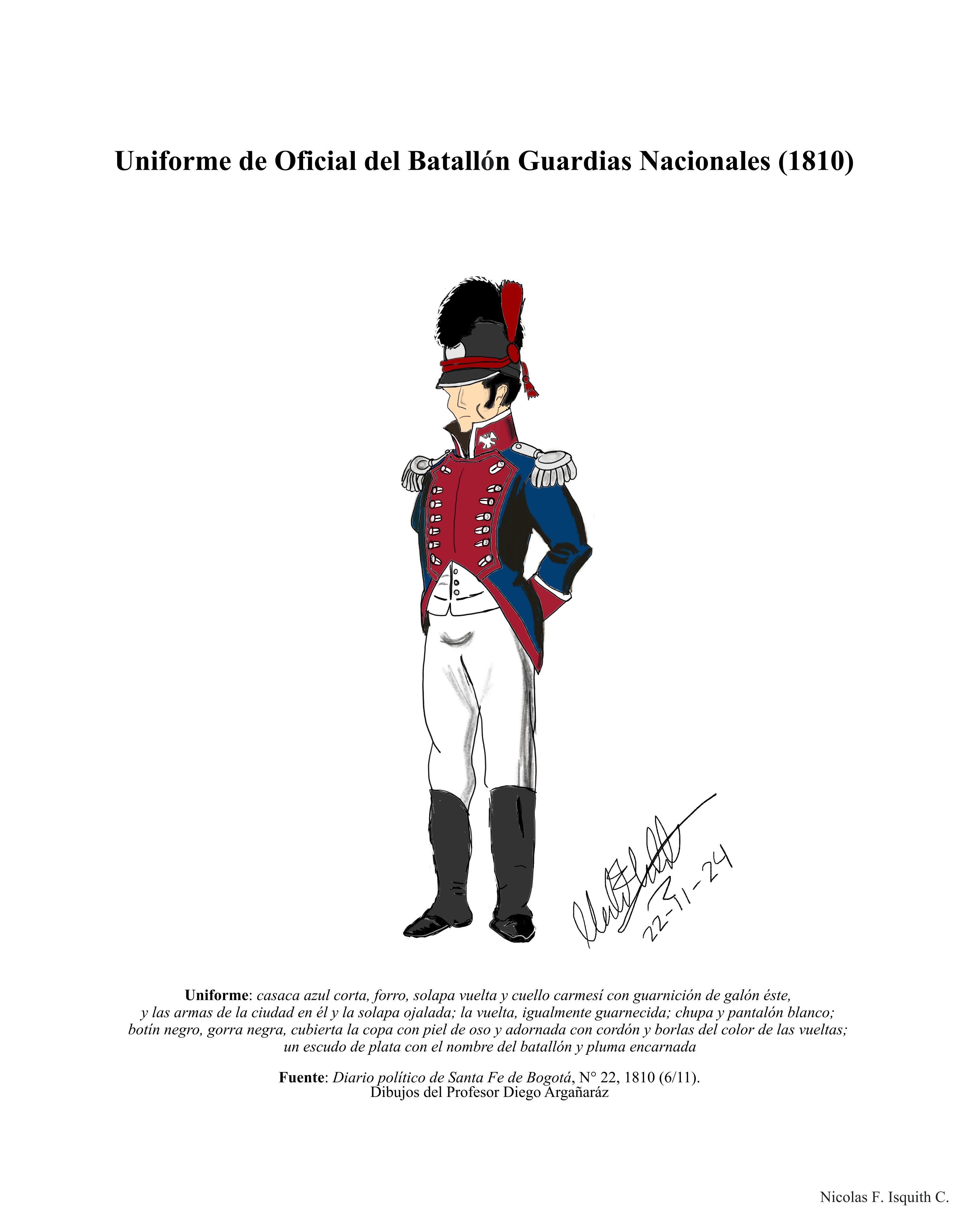
Uniforme de oficial del Batallón de Infantería Guardias Nacionales.
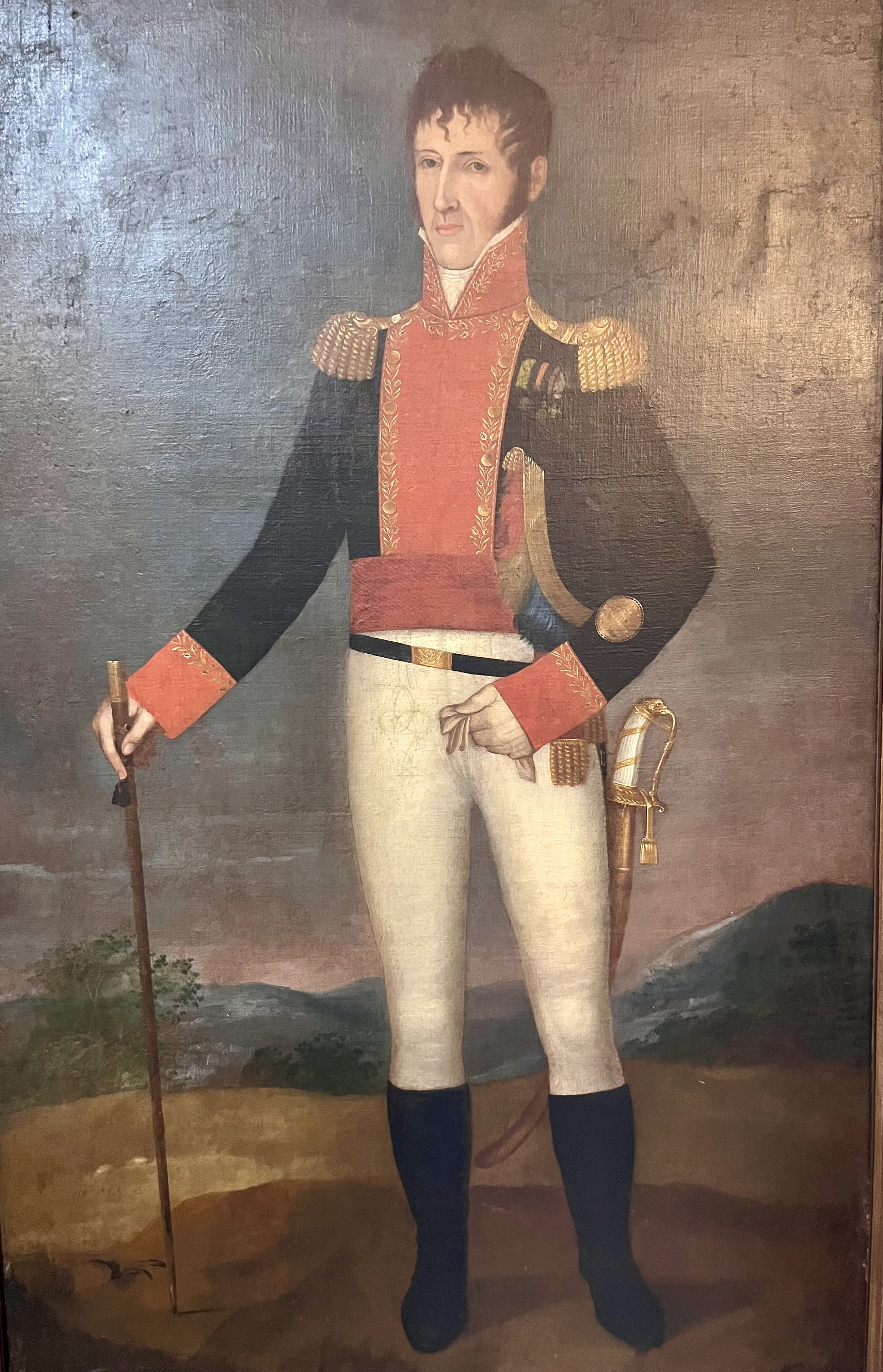
Antonio Baraya en uniforme de Gala para brigadier (1811)
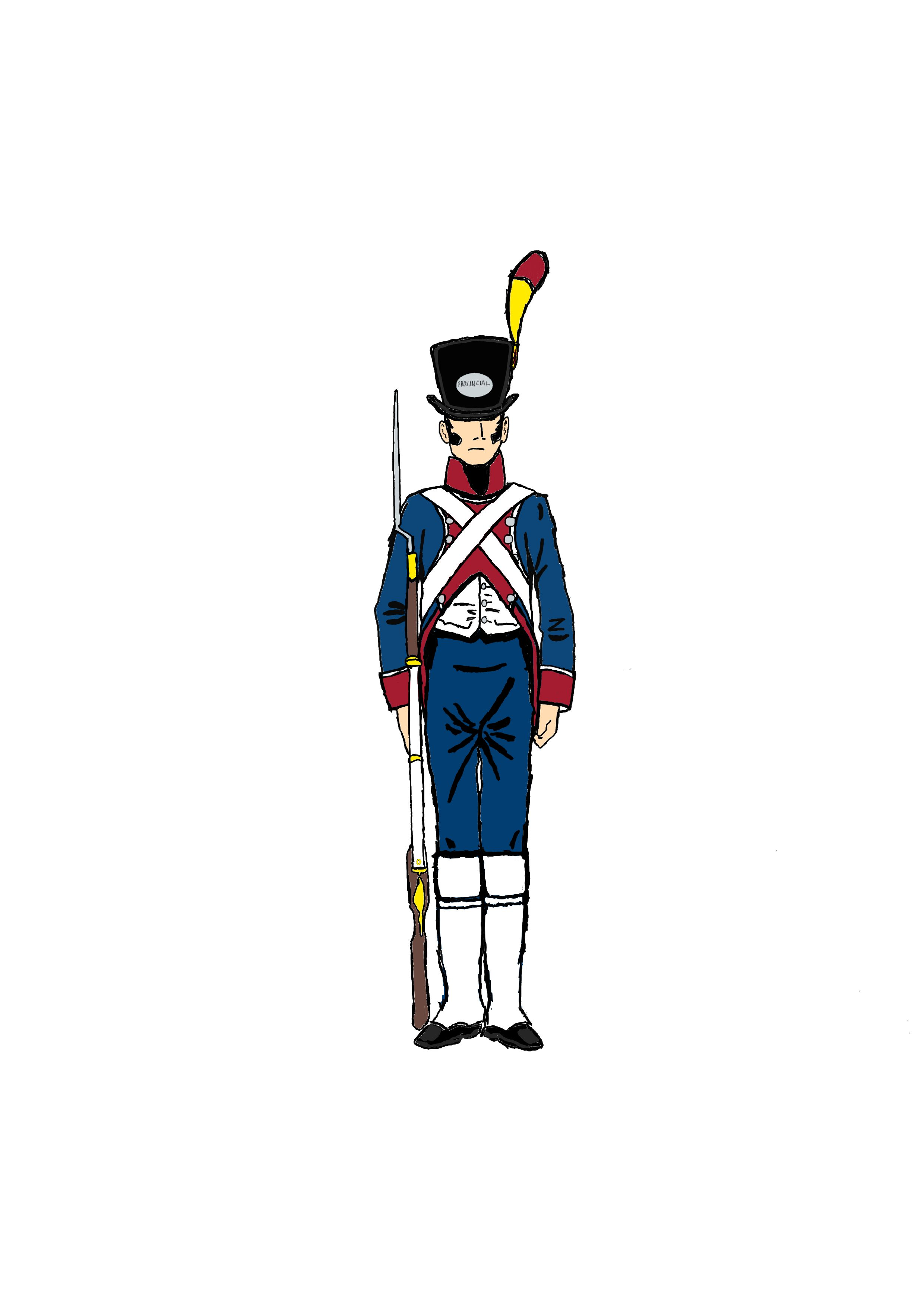
Uniforme de Fusilero del Batallón Provincial de Cundinamarca (1810-1814)
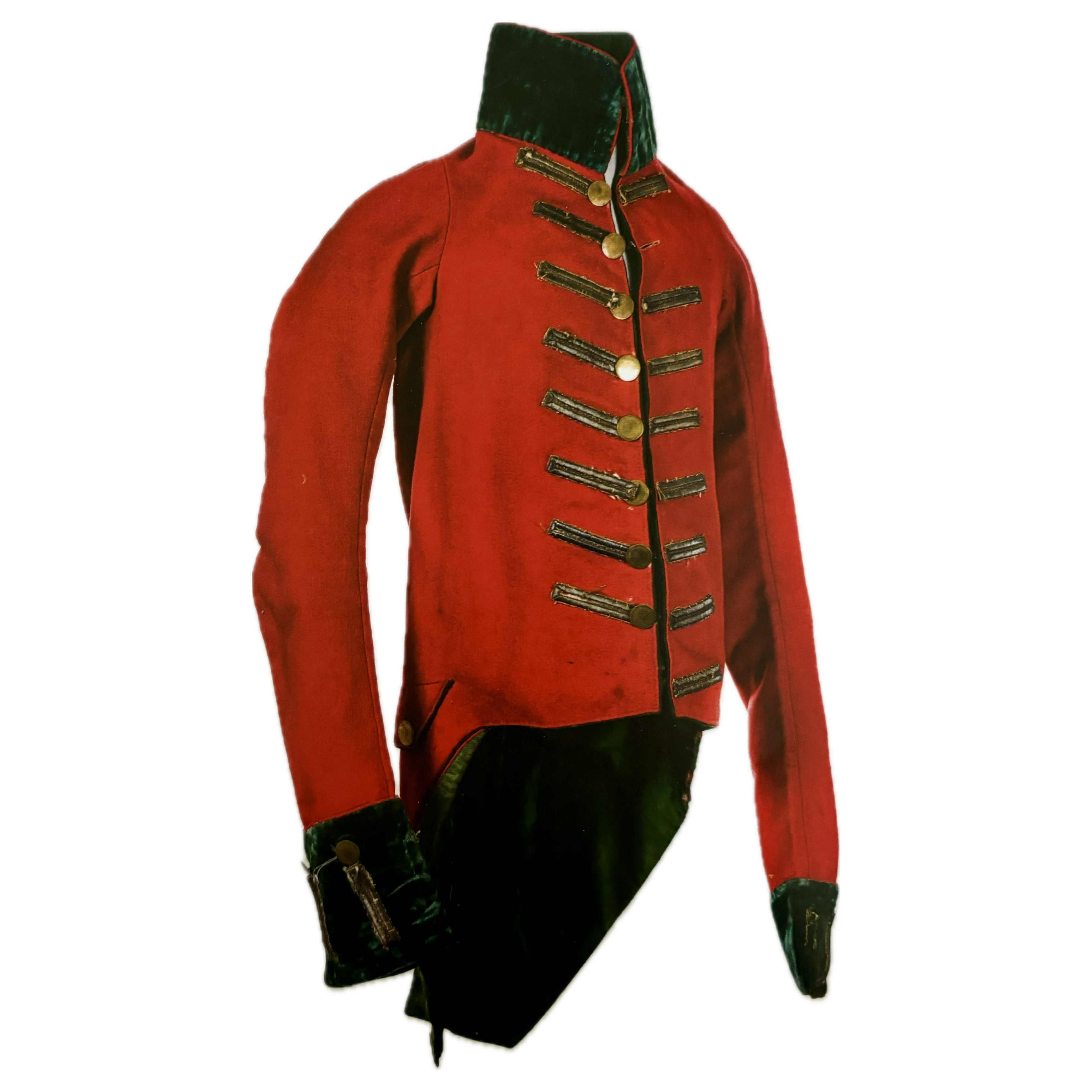
Chaqueta del uniforme de Guardia de Honor de las Provincias Unidas de la Nueva Granada (1815). Colección Museo de la Independencia- Casa del Florero.

### Segundo Periodo 1816-1819
Con la caída del gobierno de las Provincias Unidas de la Nueva Granada tras la Reconquista por parte de España, las unidades del ejército de la unión que lograron escaparse de los españoles se juntaron a las fuerzas patriotas de Venezuela y participaron en la guerra ahí. Por lo tanto desde ese momento las fuerzas neogranadinas adoptaron el Reglamento de 1813 sobre uniformes militares que había establecido Simón Bolívar. Pero hasta 1819 los uniformes escaseaban ya que los patriotas solo tenían control sobre territorios en la periferia de los dos países (Venezuela y Nueva Granada) como los llanos orientales donde había poco as ciudades con la infraestructura y industria necesaria para confeccionar uniformes. Aunque en 1817 llegaron uniformes ingleses junto con los voluntarios británicos, estos uniformes por los tanto eran en su mayoría de color encarnado o rojo. Pero para la mayoría de la tropa predominaba los sombreros de paja y mantas con alpargatas para la tropa.  
Cuando los generales Simón Bolívar y Francisco de Paula Santander iniciaron la Campaña Libertadora de 1819 el ejército seguía con poco vestuario. Al pasar los Andes por el Páramo de Pisba, en julio de 1819 las tropas patriotas estaban en un estado de desnudez casi absoluto. Esto fue solventado gracias a la asistencia que de todo tipo recibieron los patriotas en las poblaciones de los valles de Tunja. La falta de vestuario también afectó grandemente a los oficiales del ejército, hasta los oficiales vestían alpargatas y la tropa iba descalza. Al capturar a Tunja el 4 de agosto de 1819, el Ejército Libertador encontró una cantidad de uniformes realistas ya que esa ciudad había sido el acuartelamiento principal del ejército realista previo al comienzo de la campaña, estos uniformes capturados fueron usados por algunas de la tropas patriotas en la Batalla de Boyacá. Según el capitán inglés Charles Stuart Cochrane durante la campaña Bolívar era el único individuo que estaba vestido de manera conspicua; él vistió durante toda la Batalla del Pantano de Vargas una larga capa escarlata, similar a aquella usada por nuestros cuerpos de guardia. En Boyacá, él estaba vestido con una chaqueta y pantalones escarlata con adornos de oro.
Después de la Campaña Libertadora de 1819 que terminó dando la liberación de la Nueva Granada y  el establecimiento de la República de Colombia (Gran Colombia) en diciembre de ese año, vemos a más unidades con uniformes que seguían los reglamento establecidos de 1813. 

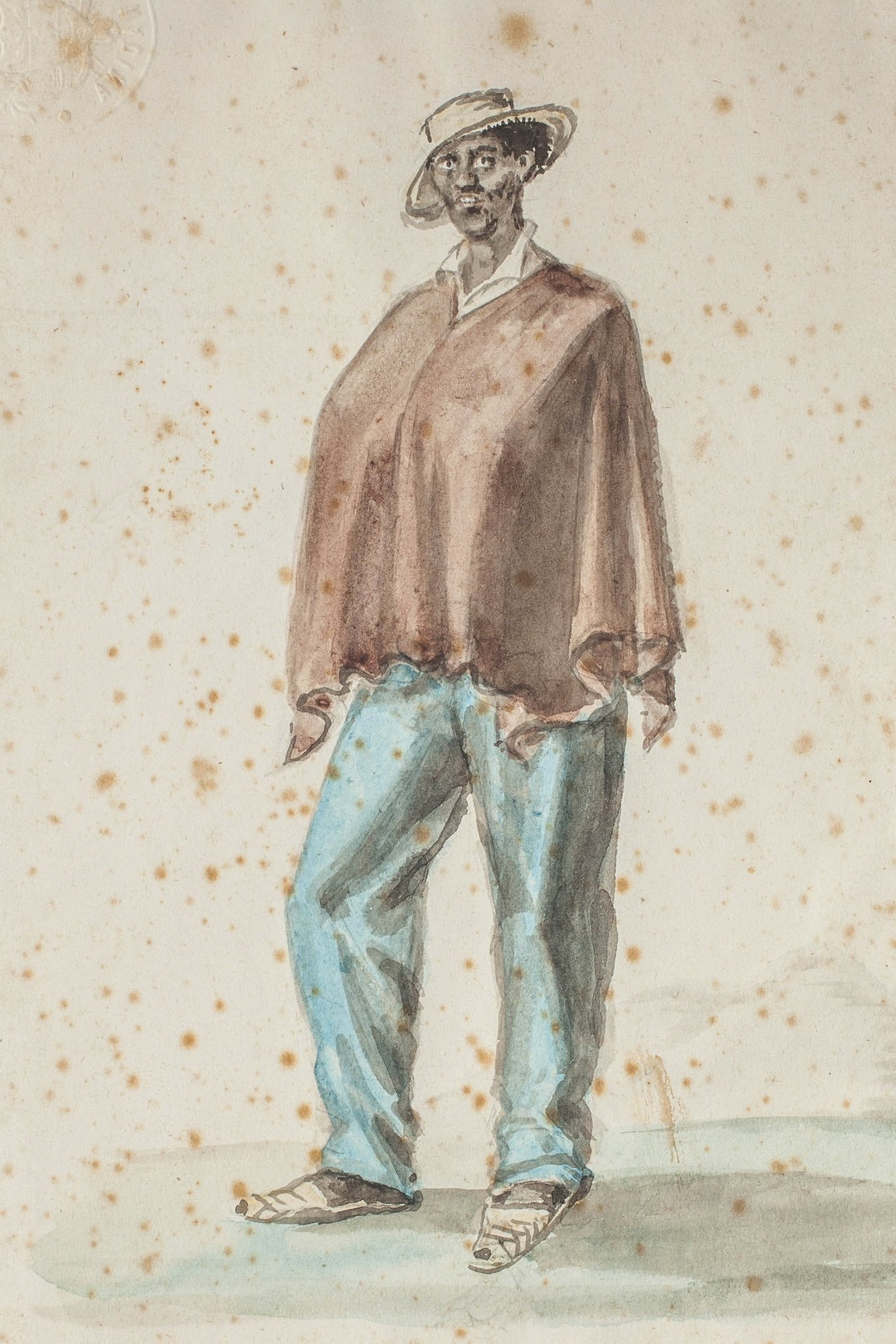
Soldado que figuró en la Batalla de Boyacá (1819). Acuarela de José María Espinosa
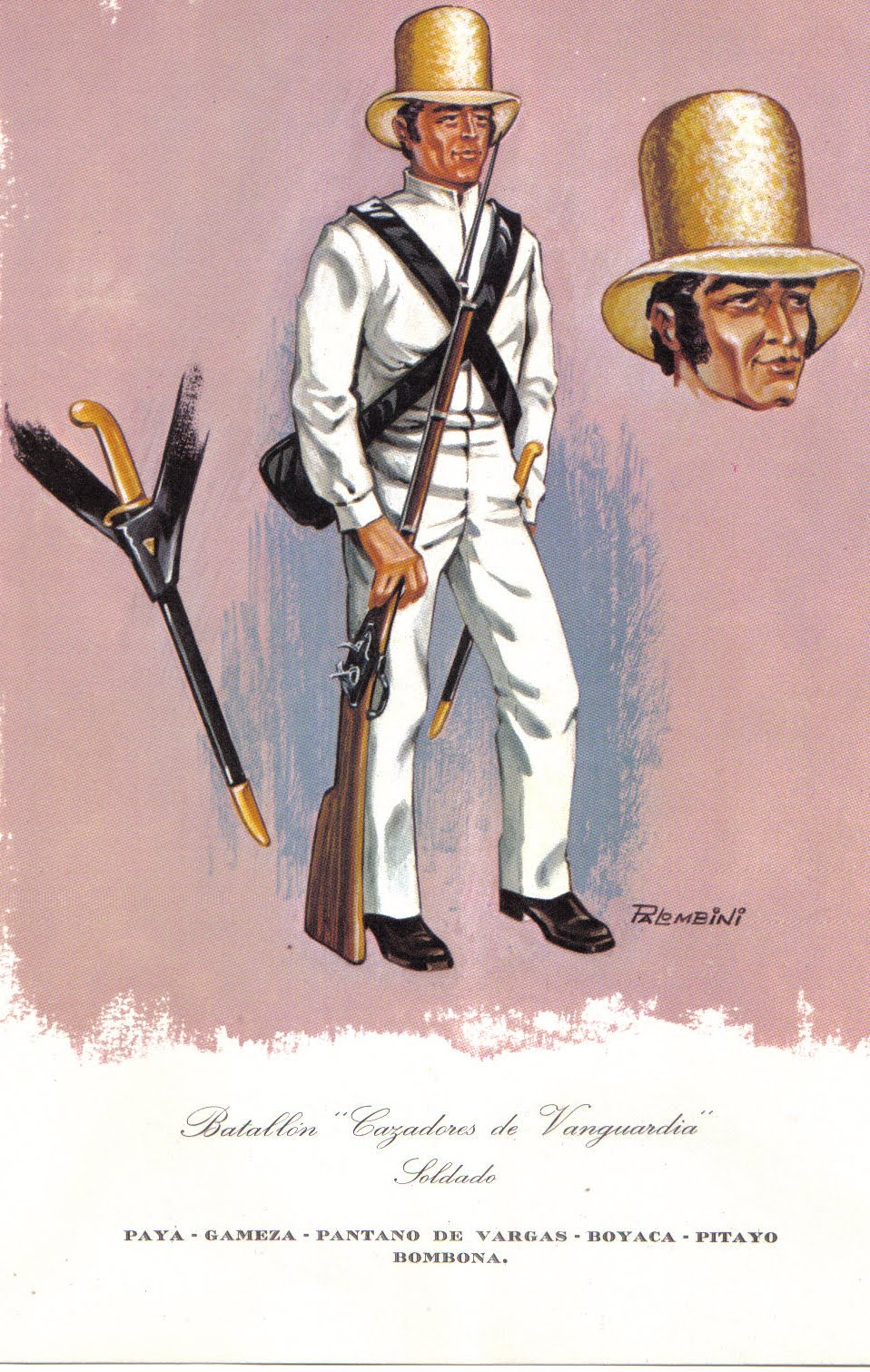
Soldado del Batallón Cazadores de la Vanguardia durante la Campaña Libertadora de 1819.

#### Uniformes 1819-1826
Con la creación de la República de la Gran Colombia en diciembre de 1819, vemos nacer al Ejército de la Gran Colombia. Durante este periodo vemos al Ejército de la Gran Colombia empezar a uniformar a más unidades usando el Reglamento de 1813 como base para sus uniformes. El gobierno de la nueva República se esforzó para equipar a sus unidades con uniformes a pesar de los problemas como la carencia de materiales y recursos que agobiaba a la Gran Colombia. 
Por lo general la infantería de línea del ejército gran colombiano se vestía con casaca y pantalón azul oscuro de paño, vuelta y collarín encarnado, una sola botonadura por el centro y vivo encarnado. Este uniforme había sido establecido en el reglamento de uniformes creado por Bolívar de 1813. Algunas unidades de infantería también usaron casacas blancas como los batallones Cartagena y Girardot para nombrar algunos. También se usaron chaquetas rojas de fabricación inglesa como en los batallones de Cazadores Británicos, Albión, y Santander. 
Los infantes cubrían la cabeza con un chacó, el chacó usado por la unidades de infantería de línea del ejército gran colombiano era según el general Manuel Antonio López un: morrión alto y pesado de baqueta negra en forma de cono inverso, con sus cordones blancos, encarnados ó verdes, y pompón verde, celeste ó encarnado, y una roseta tricolor ó bicolor por escarapela, y carrilleras escamadas de hoja de lata bruñida.
Además del chacó muchas unidades también ultilizaban gorras de cuartel o bonnets de police con la cucarda nacional ante la ausencia de chacós, por ejemplo como algunas de las  unidades de infantería ligera.  
La caballería del Ejército de la Gran Colombia usaba casaquillas rojas, con pantalones azules cómo en las unidades Guías de la Guardia y los Húsares de Colombia. Pero también habían unidades que usaban casacas de color azul oscura similar a los de la infantería como los Granaderos Montados de Colombia, Guías de Bogotá, y Húsares de Magdalena.  
- Uniforme de Gala para oficiales generales: casaca azul, vuelta, collarín y solapa encarnada, botón de oro y una palma de laurel de lo mismo, bordada en la vuelta, collarín y solapa; dos charreteras de oro, con tres estrellas en la pala, pantalón, chupa y banda encarnada con borlas de oro. Este uniforme tiene sus orígenes en el reglamento de 1813 que estableció Bolívar, este uniforme es uno de los más emblemáticos de la guerra de independencia.
- Uniforme de General de División: casaca encarnada, vuelta, collarín y solapa azul, botón y bordado como el de los Generales en Jefe, dos charreteras de oro con dos estrellas en la pala, pantalón, chupa y banda azul, con borlas de oro.
- Uniforme de Corneta o Trompeta del Escuadrón de Caballería Guías de Bogotá :chaqueta azul con divisa encarnada, cabos y ojales blancos, pantalón azul con galón encarnado y refuerzo de cuerpo, gorra de suela con cucarda tricolor.
- Uniforme de Infantería de Linea (1820-1826) : con morrión (shako) de suela negro con cordones y cucarda tricolor, casaca y pantalón azul oscuro de paño, vuelta y collarín encarnado, una sola botonadura por el centro y vivo encarnado. En campaña a veces se cambiaba el pantalón de paño azul por uno blanco.
- Uniforme del Regimiento de Húsares de Colombia (1824):  casaquilla grana con divisa azul, cabos y ojales blancos, pantalón azul con galón encarnado y refuerzo de cuerpo, gorra de suela con cucarda y carrilleras.

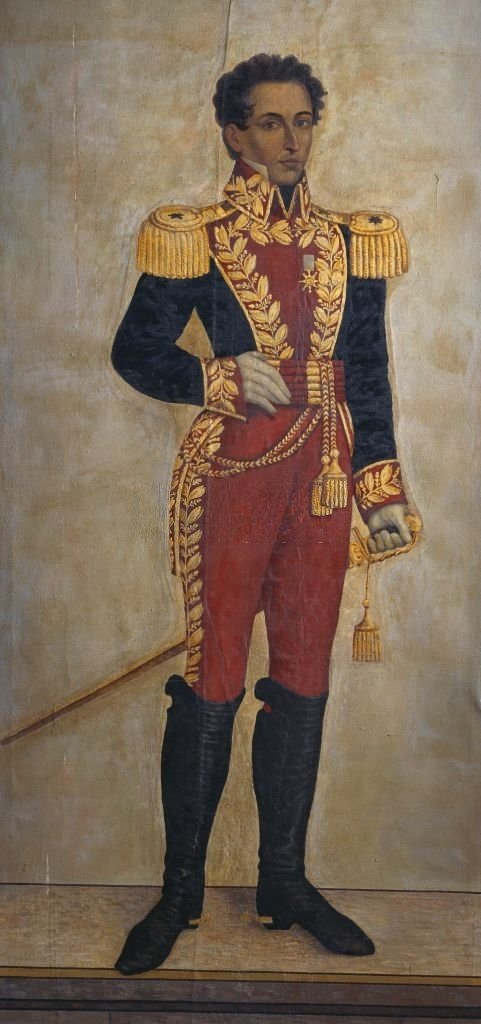
Retrato del general José María Córdova en uniforme de gala para general
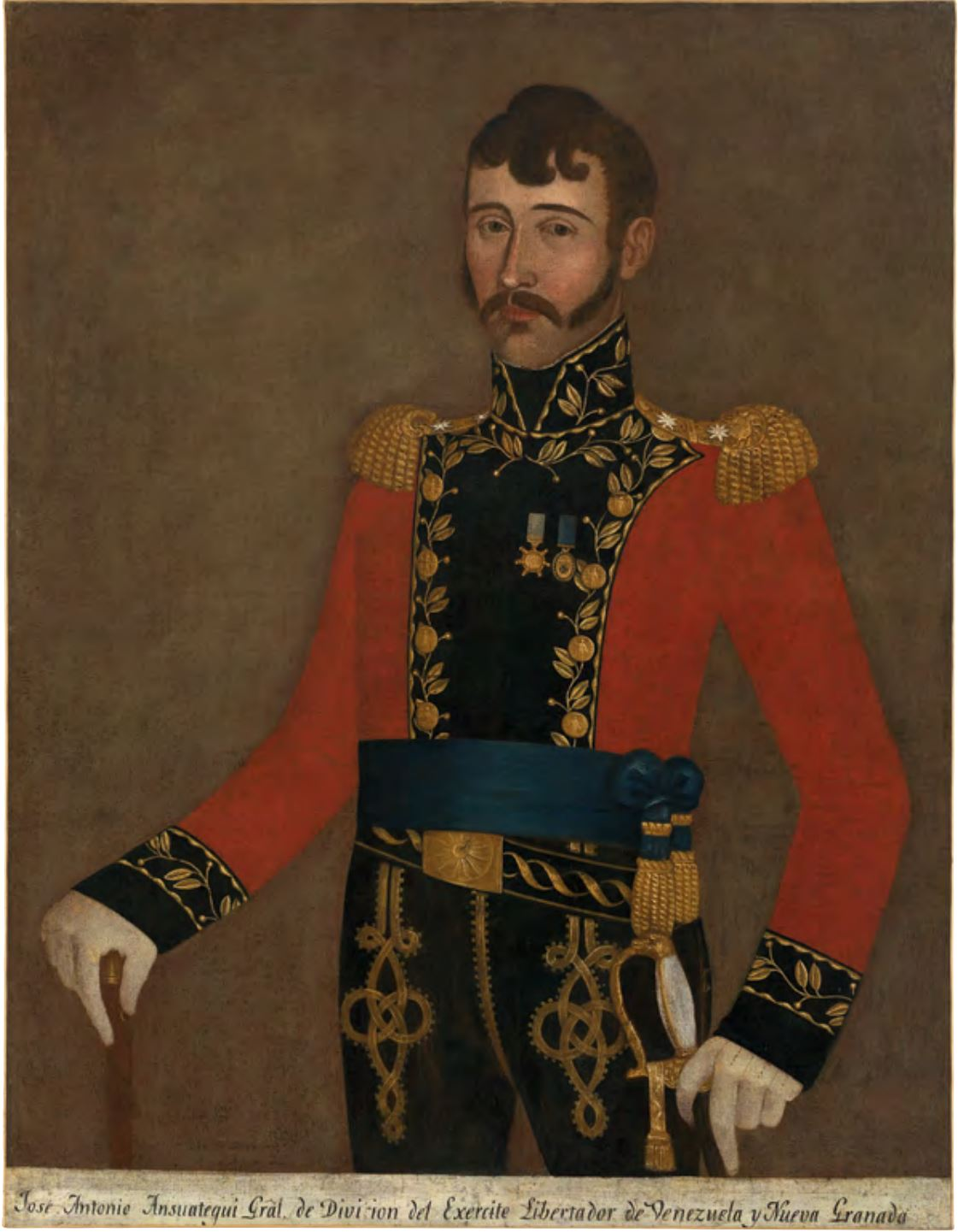
Retrato del general José Antonio Anzoátegui vistiendo el uniforme de general de división.
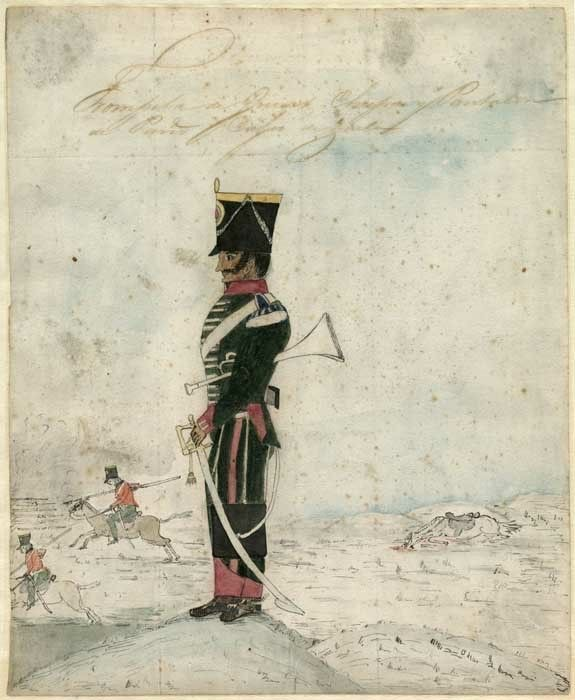
Uniforme de corneta del Escuadrón de Caballería Guías de Bogotá (1823).
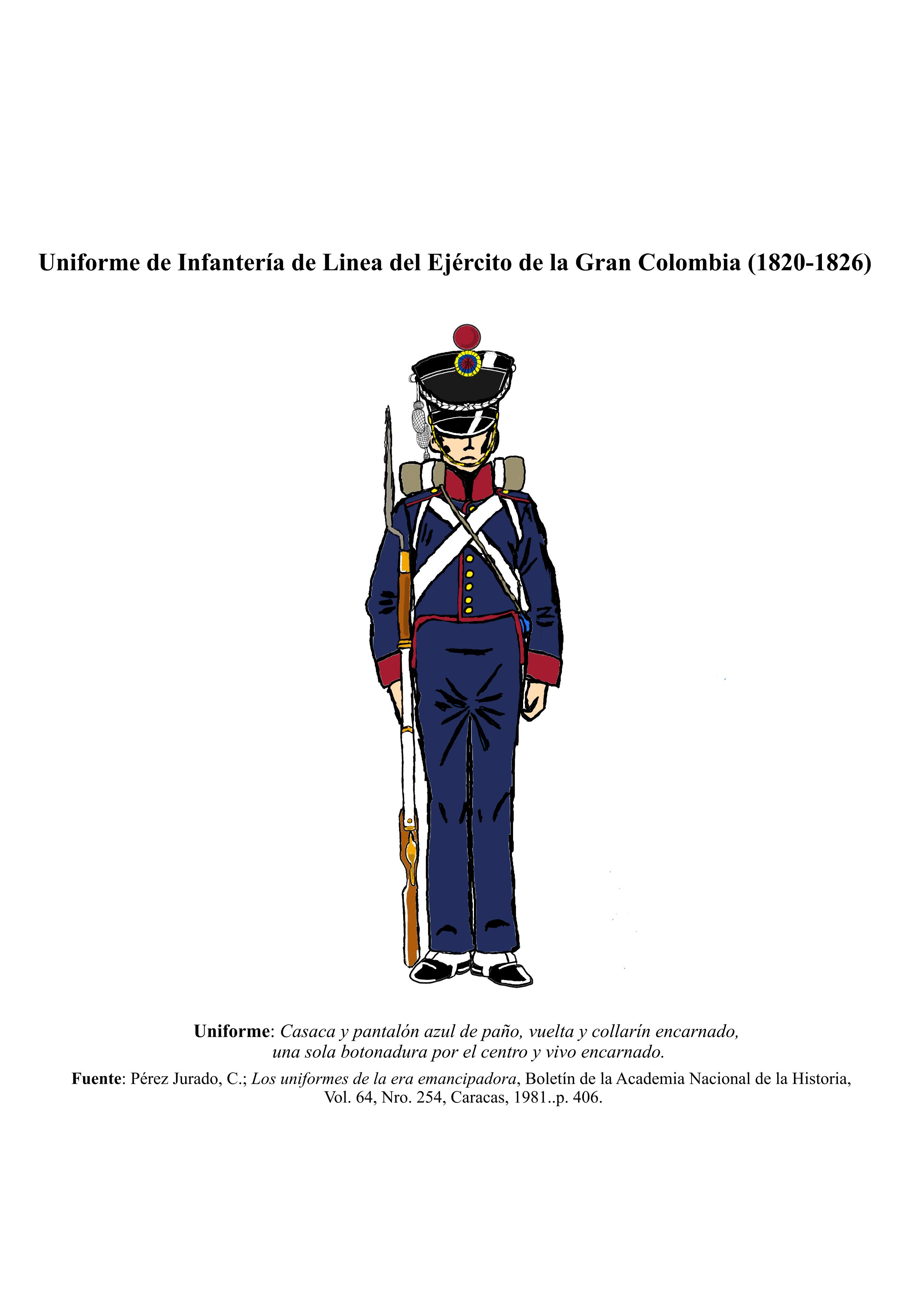
Uniforme para Infantería de linea del Ejército de la Gran Colombia (1820-1826) según el reglamento.
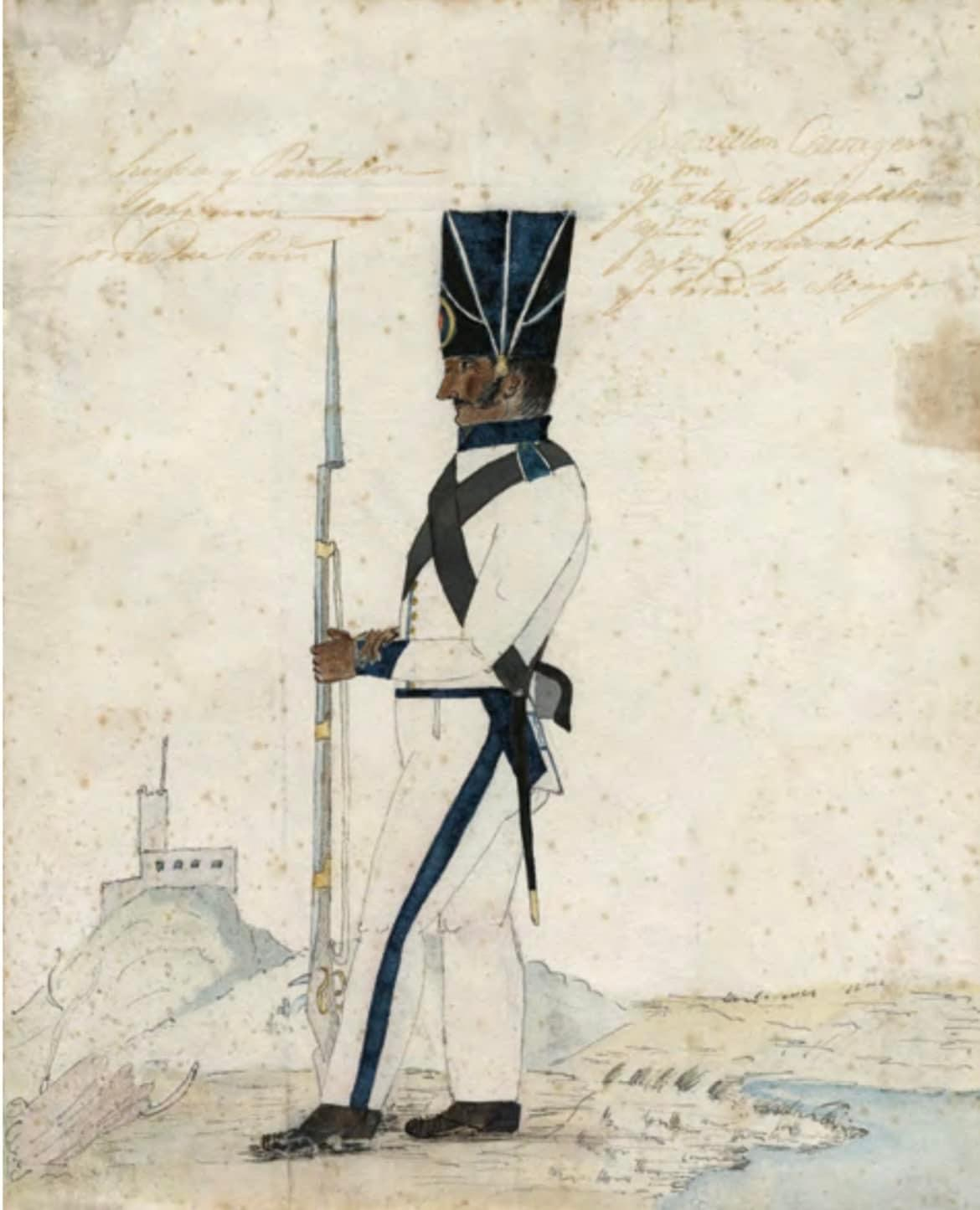
Uniforme de los batallones de infantería Cartagena y Alto Magdalena y Girardot y Tiradores de Mompós (1823)
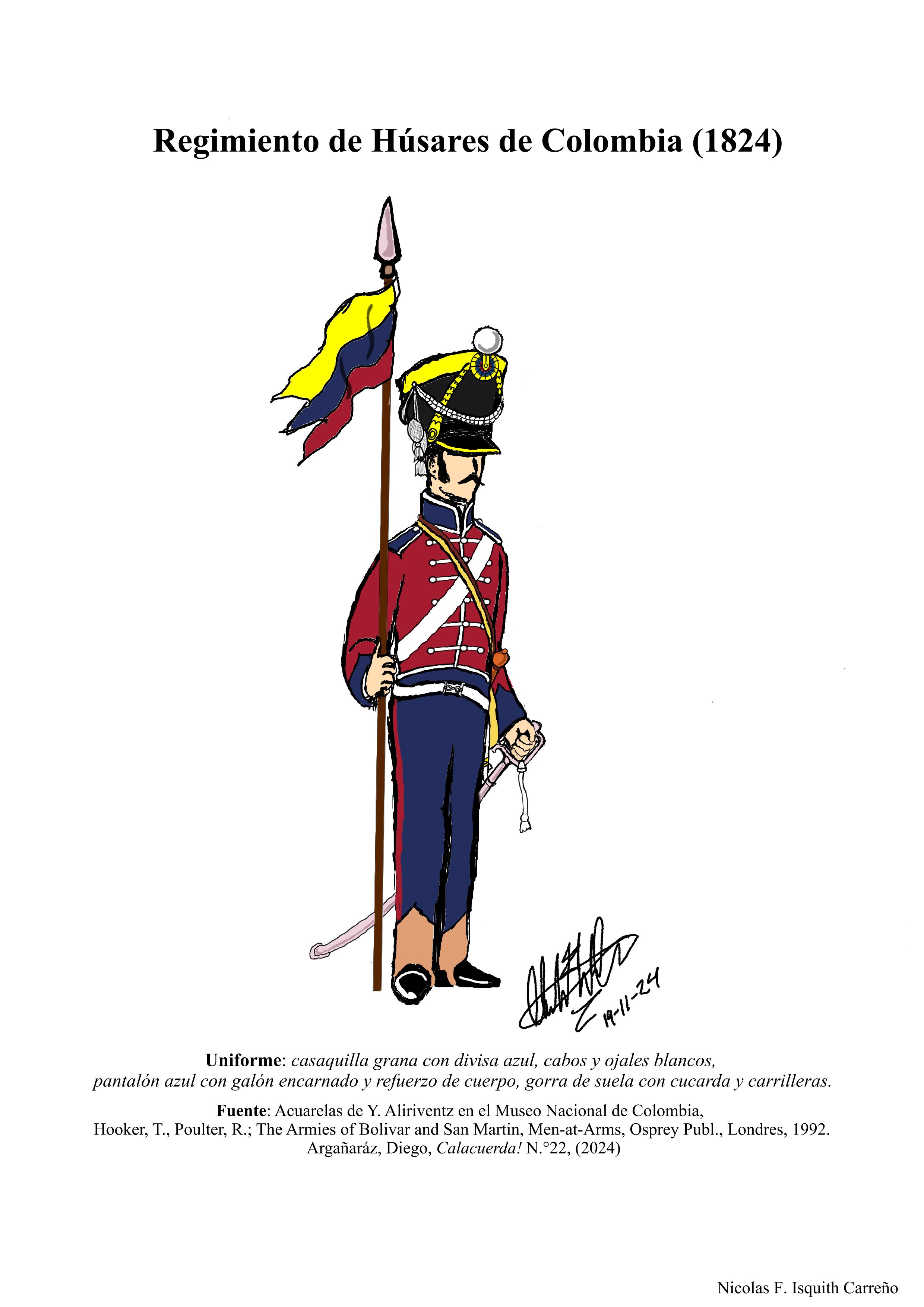
Uniforme del Regimiento de Húsares de Colombia (1824).

### Tercer Periodo
Periodo donde se disuelve la Gran Colombia y empieza a conformase la República de la Nueva Granada, estando en ello los jefes de Gobierno, Francisco de Paula Santander y Tomas Cipriano de Mosquera. 
Durante el gobierno del General Santander  el  11 de octubre de 1834, se anunció el decreto sobre reglamentación de uniformes y divisas del Ejército, sin embargo después de 14 años, el gobierno del General Mosquera, se empiezan a distinguir la Infantería, la Artillería y la Caballería. Igualmente se señalaban los diferentes cargos de Oficiales y Suboficiales.    

#### Uniformes de 1834
- Coronel de Caballería con sable con guarnición plateada y borla de plata, sombrero apuntado, guarnecido de galón de plata, orlado de plumas blancas y escarapela nacional, casaca larga azul turquí, barras y solapas verdes con blanco, botones plateados, galones de plata a cada lado del cuello y dos cornetas de plata enlazados en el remate de la casaca, faja de seda encarnada con bordados de plata, charreteras de plata, canelones largos y gruesos, pantalón azul turquí y botas altas con espolín plateado.
- Coronel de Infantería con casaca larga y solapa azul turquí, charreteras de oro, de canelones largos y gruesos, corbata negra, pantalón blanco y botas largas con espolines dorados.
- Coronel de Artillería con sombrero apuntado galoneado de oro, orlada de plumas blancas, casaca larga azul turquí, cuello y forro encarnados, solapa y barras negras, charreteras de oro canelones largos y gruesos, pantalón blanco y botas altas con espolines dorados.
- Teniente Coronel de Estado Mayor con sombrero apuntado faloniado con galón de seda negra y orlado de plumas blancas, casaca larga azul turquí con vueltas como forro, solapa y barras blancas con vivos encarnados, corbata negra, charreteras de oro de canelones largos y gruesos sobre el hombro derecho y una charretera de medio galón delgado que se distingue claramente de la otra, pantalón azul y botas altas con espolines dorados.

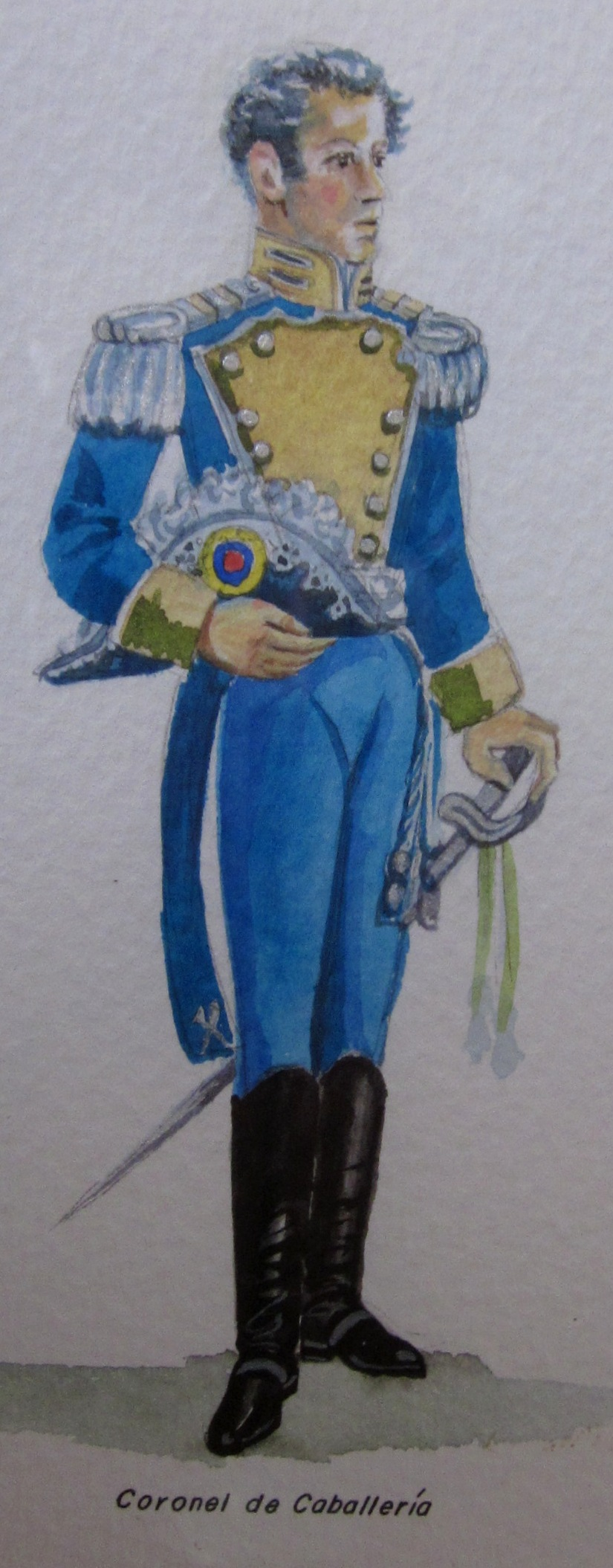
Coronel de Caballería - Museo Militar de Colombia.
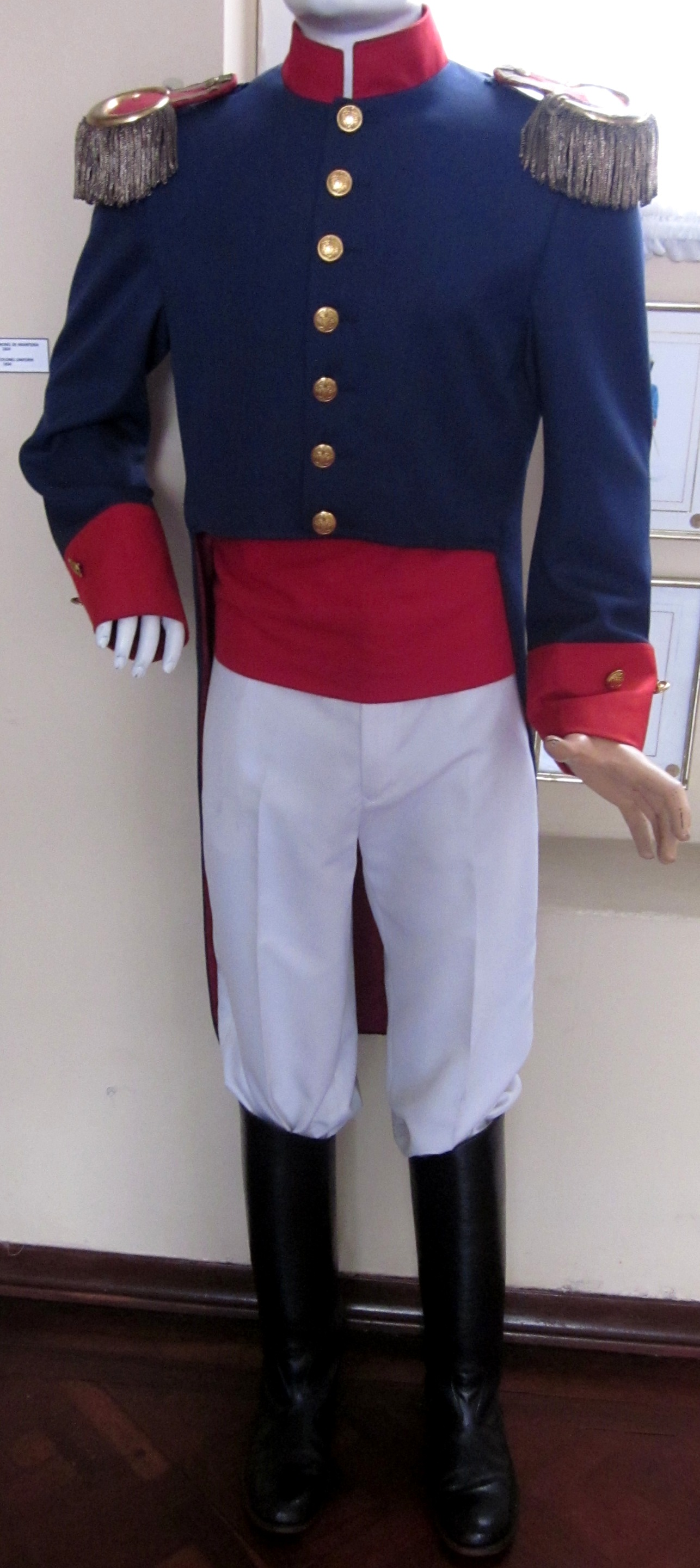
Uniforme Coronel de Infantería, 1834 - Museo Militar de Colombia.
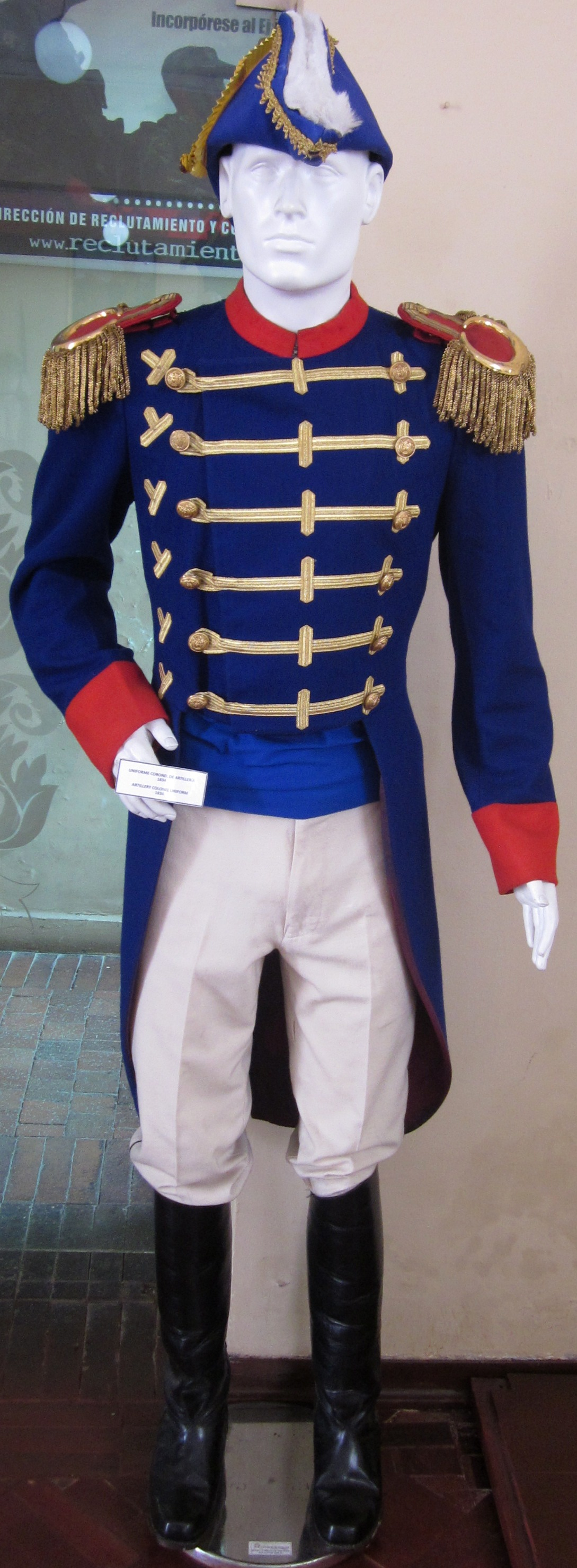
Uniforme Coronel de Artillería, 1834 - Museo Militar de Colombia.
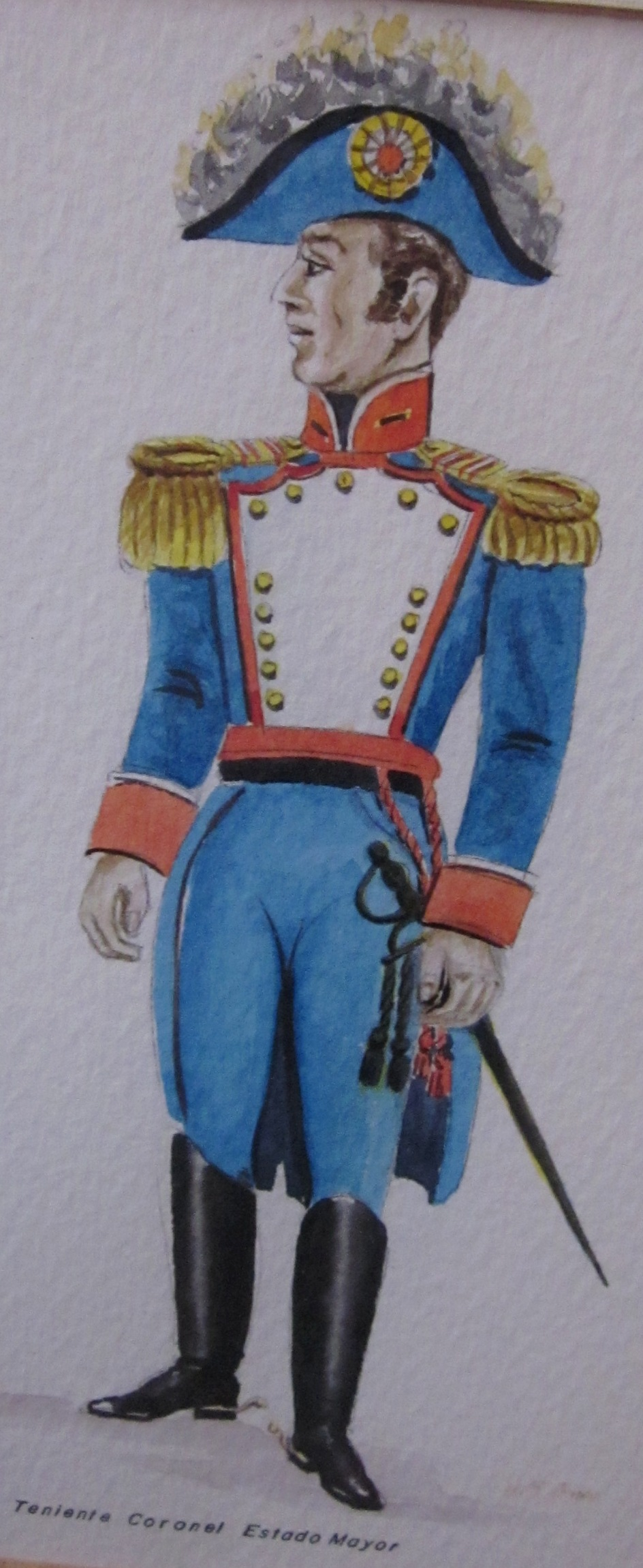
Teniente Coronel Estado Mayor - Museo Militar de Colombia.

### Cuarto Periodo
Hacia 1886, hubo un inmenso desorden donde sufrieron las Fuerzas Militares por parte de muchos gobiernos. Su consecuencia, los crecientes grupos armados por facciones políticas la regeneración de Rafael Nuñez y Miguel Antonio Caro, quienes fueron los creadores de la Constitución Nacional de 1886.
Nació una nueva forma del Estado donde Dios es fuente de toda autoridad. La guerra de los Mil Días hizo que surgiera la necesidad de unas Fuerzas Militares profesionalizadas. 
La restauración fue un periodo de orden constitucional, de allí a la disciplina como virtud adquiere un significado especial en cuyo sentido hay que apreciar los uniformes de esta época.

## Uniformes de la Armada Nacional

### Historia
- Creación (1810 - 1831) La junta de Cartagena, el 12 de septiembre creó la Comandancia General de Marina, en 1811 los patriotas de Cartagena consolidaron la primera Escuela Náutica.

Con la creación de la República de la Gran Colombia en 1819, la Marina de la Gran Colombiana confrontó el conflicto naval, para lograr la consolidación del territorio nacional. En 1822 se estableció un Batallón de Infantería de Marina por orden del vicepresidente Francisco de Paula Santander. En 1826 la Armada Colombiana entró en un periodo de receso. 

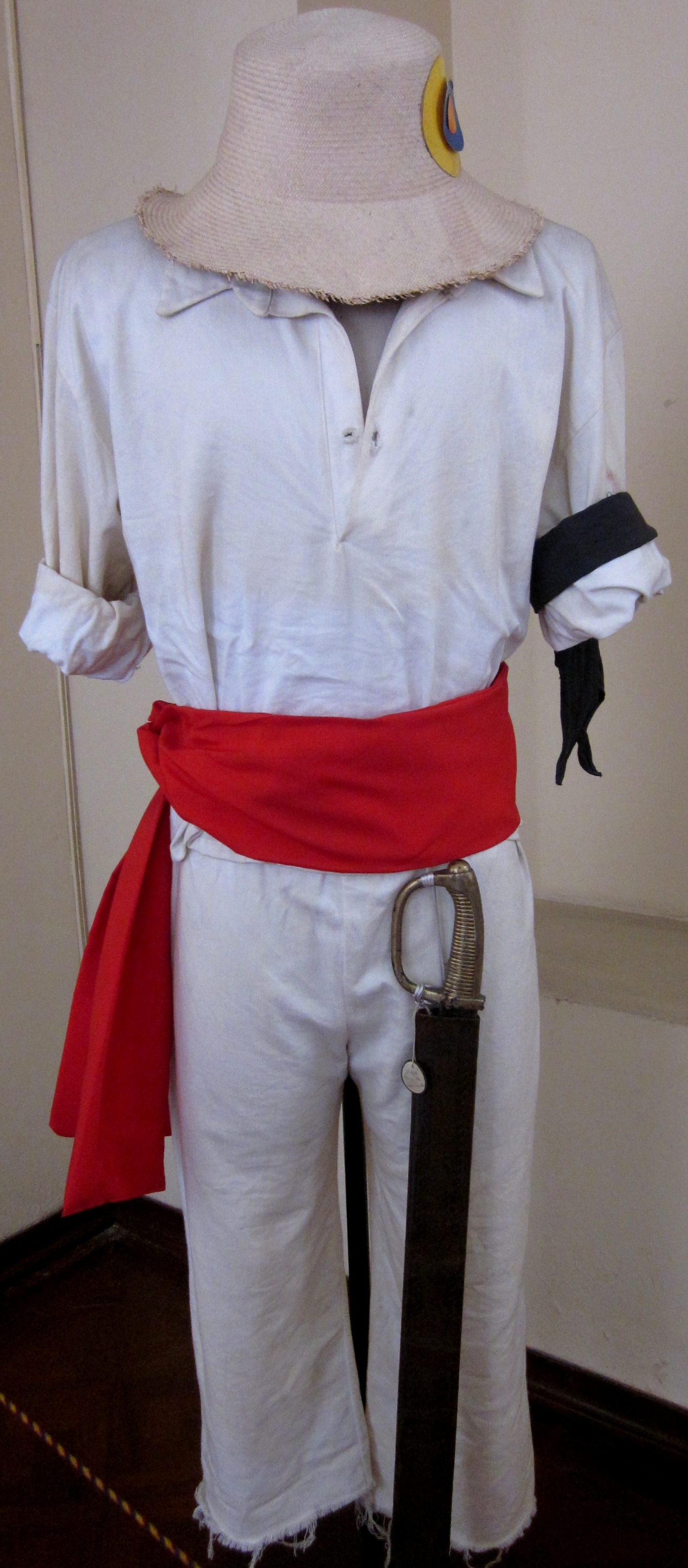
Marinero del Lago de Maracaibo, 1823 - Museo Militar de Colombia.
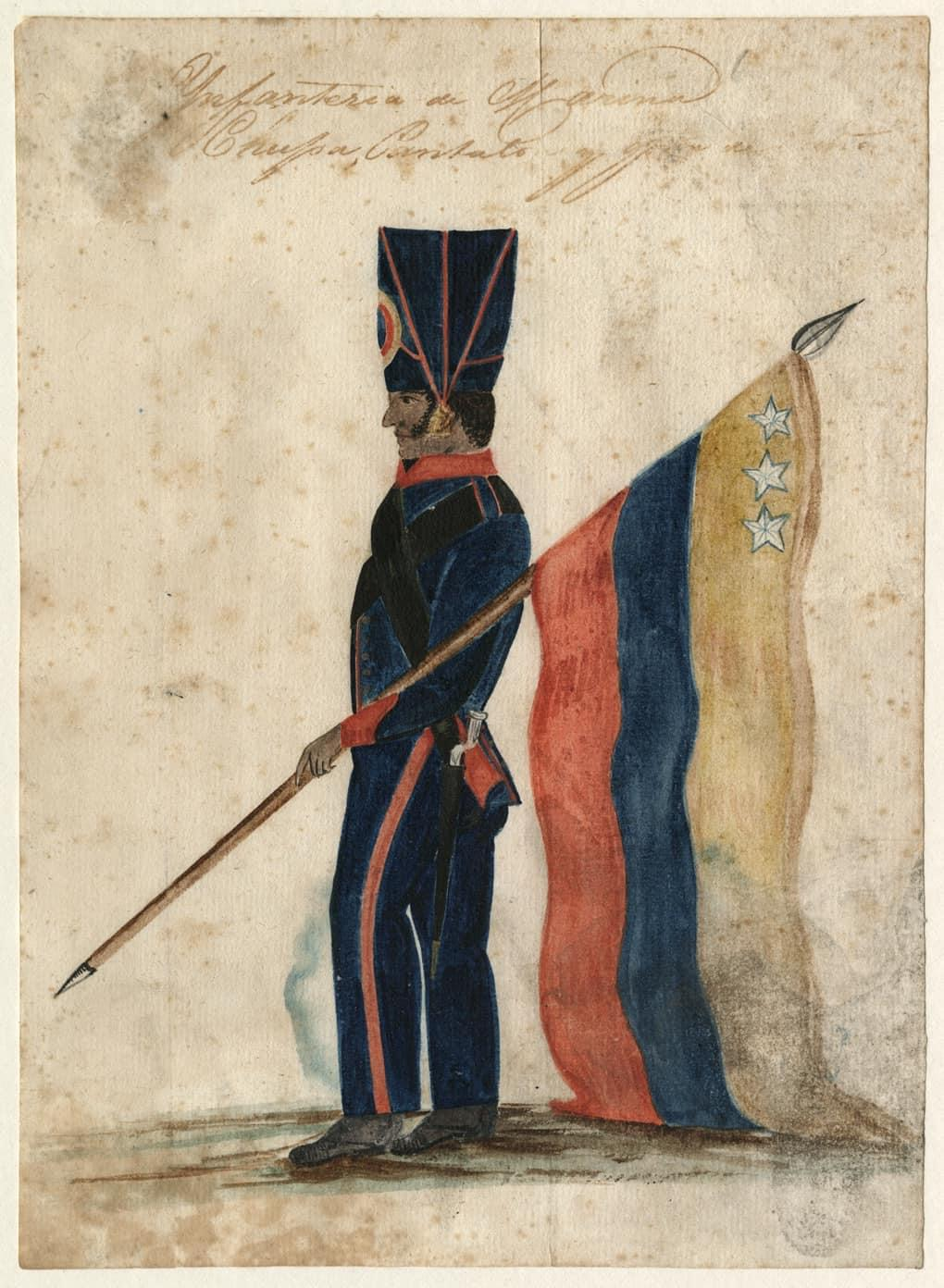
Uniforme de Abanderado del Batallón Infantería de Marina de la Gran Colombia 1823. Acuarela de Y. Aliriventz circa 1823, Biblioteca Nacional de Colombia

- Consolidación y expansión (1899-1949) Conformado por tres conflictos:

1. Guerra de los Mil Días

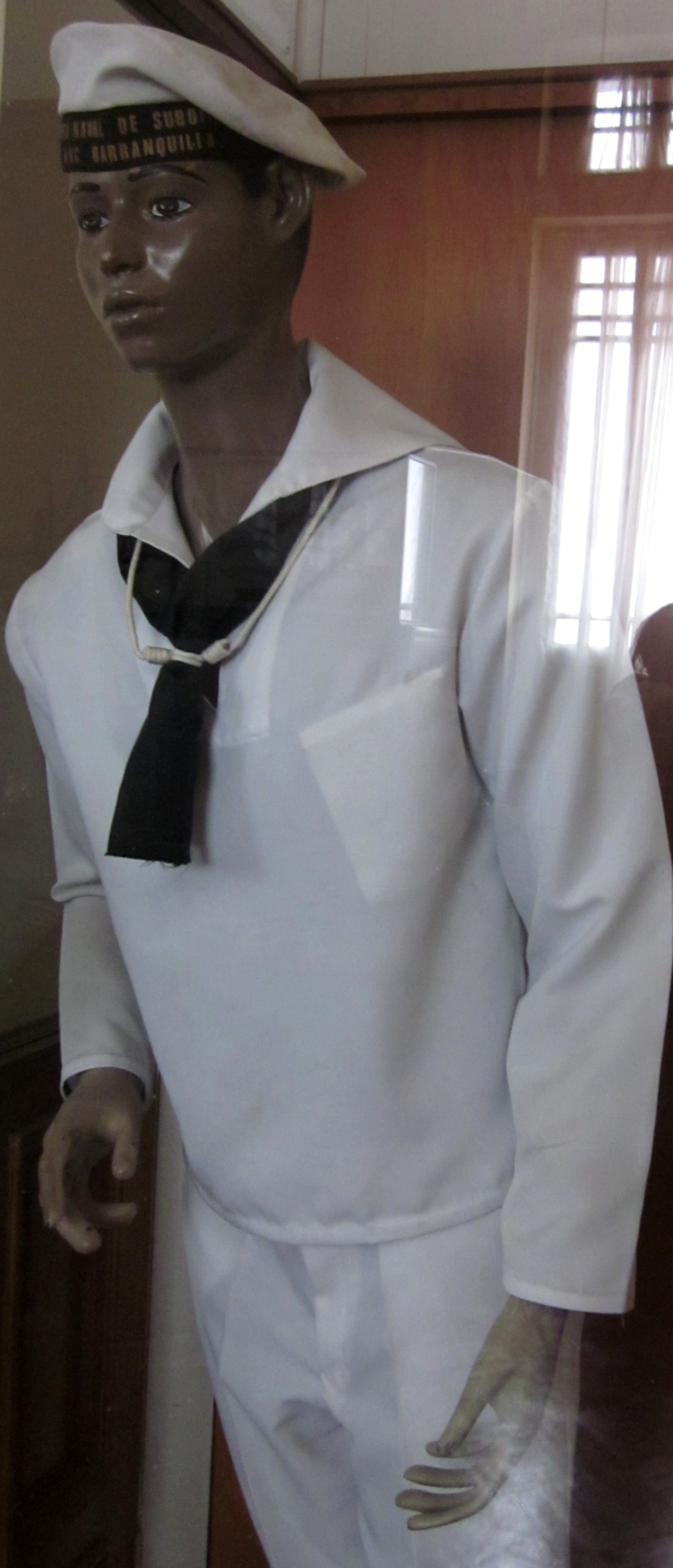
Uniforme de Marinero en el Conflicto Colombo Peruano - Museo Militar de Colombia.

2. Guerra colombo-peruana de 1932-1933
3. Creación de la Infantería de Marina de Colombia
4. Marina Mercante

- Modernización (Desde 1949 hasta nuestros días) La Armada Nacional en este período tuvo un incremento aún mayor, a causa de la seguridad interna y externa del país.

1. Modernización (1950-1983)
2. Adquisición de submarinos (1972)
3. Creación del cuerpo de guardacostas (1979)
4. Adquisición de corbetas misileras (1983)
5. Creación de la aviación naval (1987)

### Presente
El uniforme de la Armada Nacional ha sufrido significantes cambios en su color, diseño y textura. Este se debe a cambios tecnológicos o el surgimiento de nuevos elementos que necesitan un uniforme adecuado según el clima. El uniforme naval, hoy en día se caracteriza por tener un vínculo cultural. Portar un uniforme de la armada es ser  profesional, sentirse orgullosos, consientes de su importante papel para con su país, representantes diplomáticos de un país amigo que llevan mensajes culturales. 
Hablar sobre las prendas de la armada, es hablar de los hombres de mar donde se han hecho presentes en buques de todo el mundo y han representado con honor la República de Colombia. 

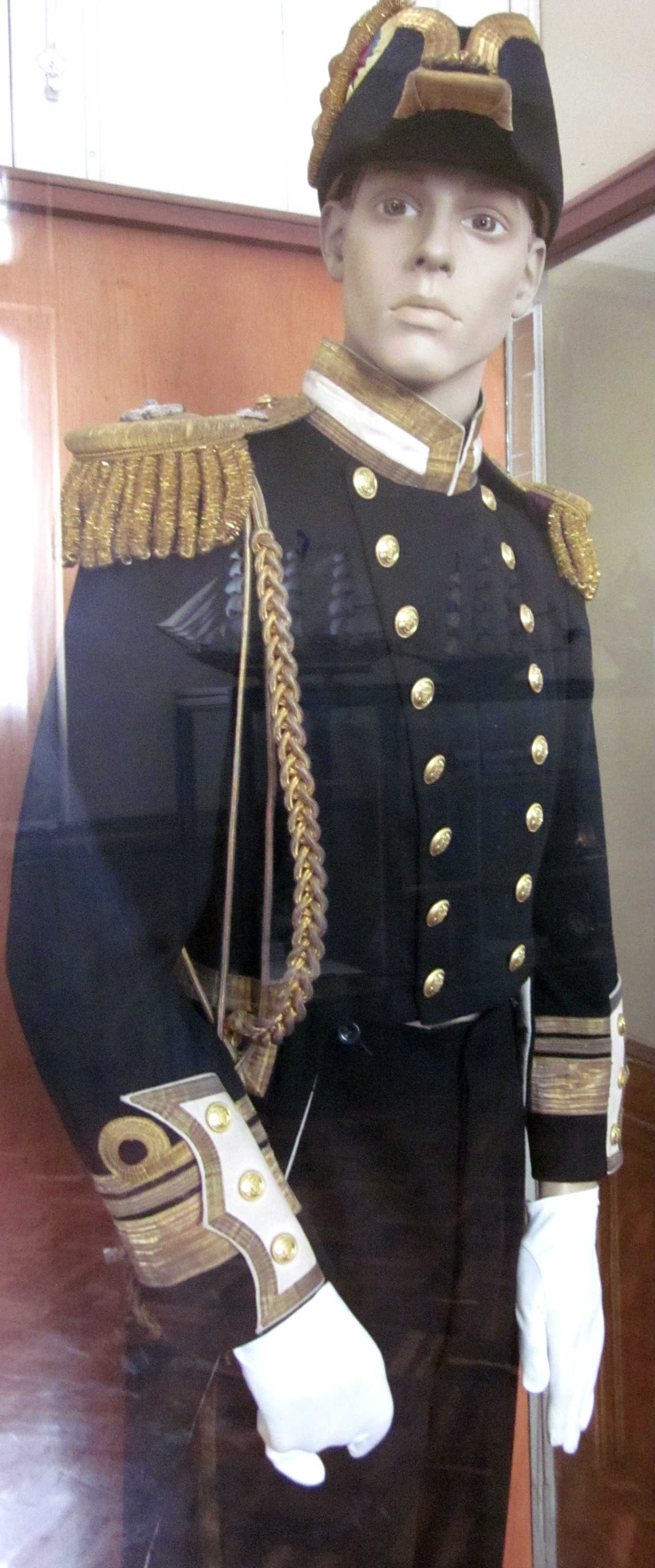
Uniforme de Gala Inglés - Museo Militar de Colombia.
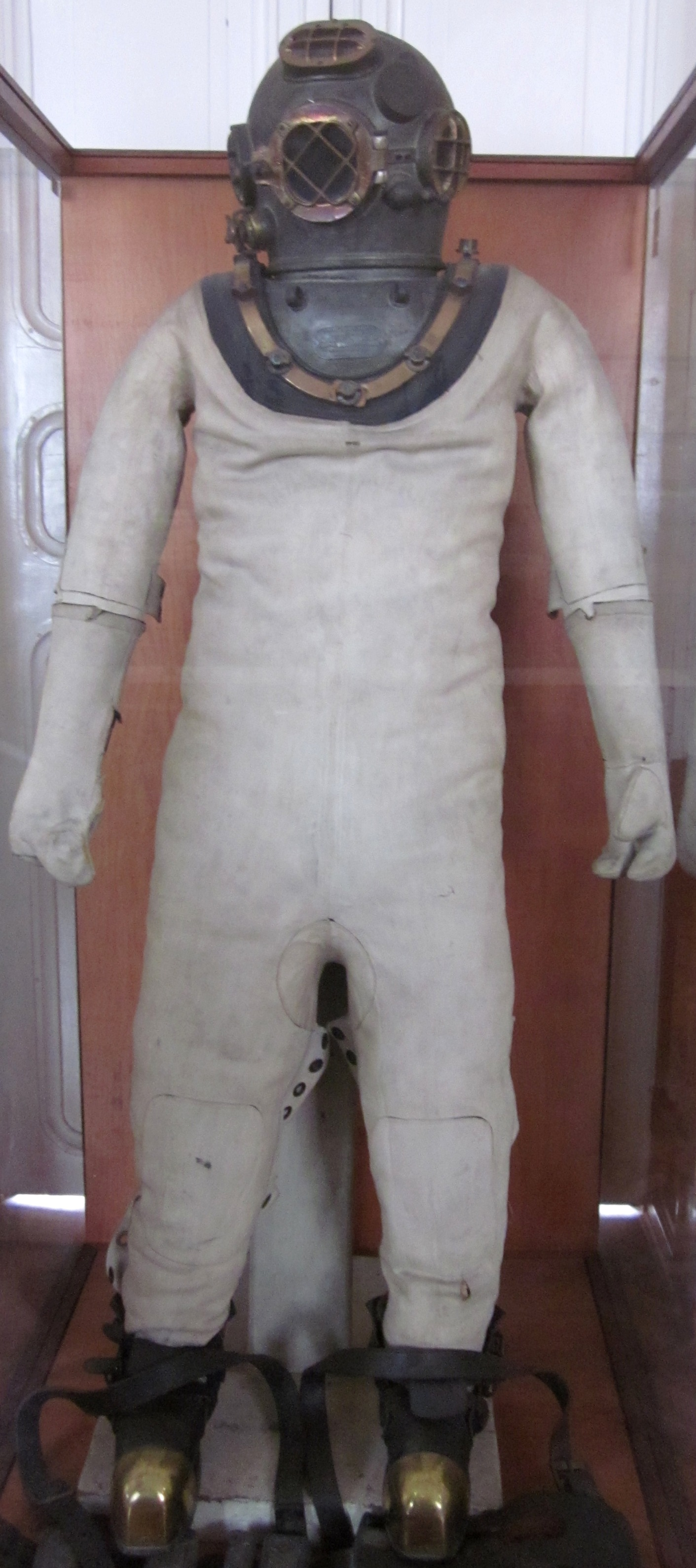
Buzo Antiguo - Museo Militar de Colombia.
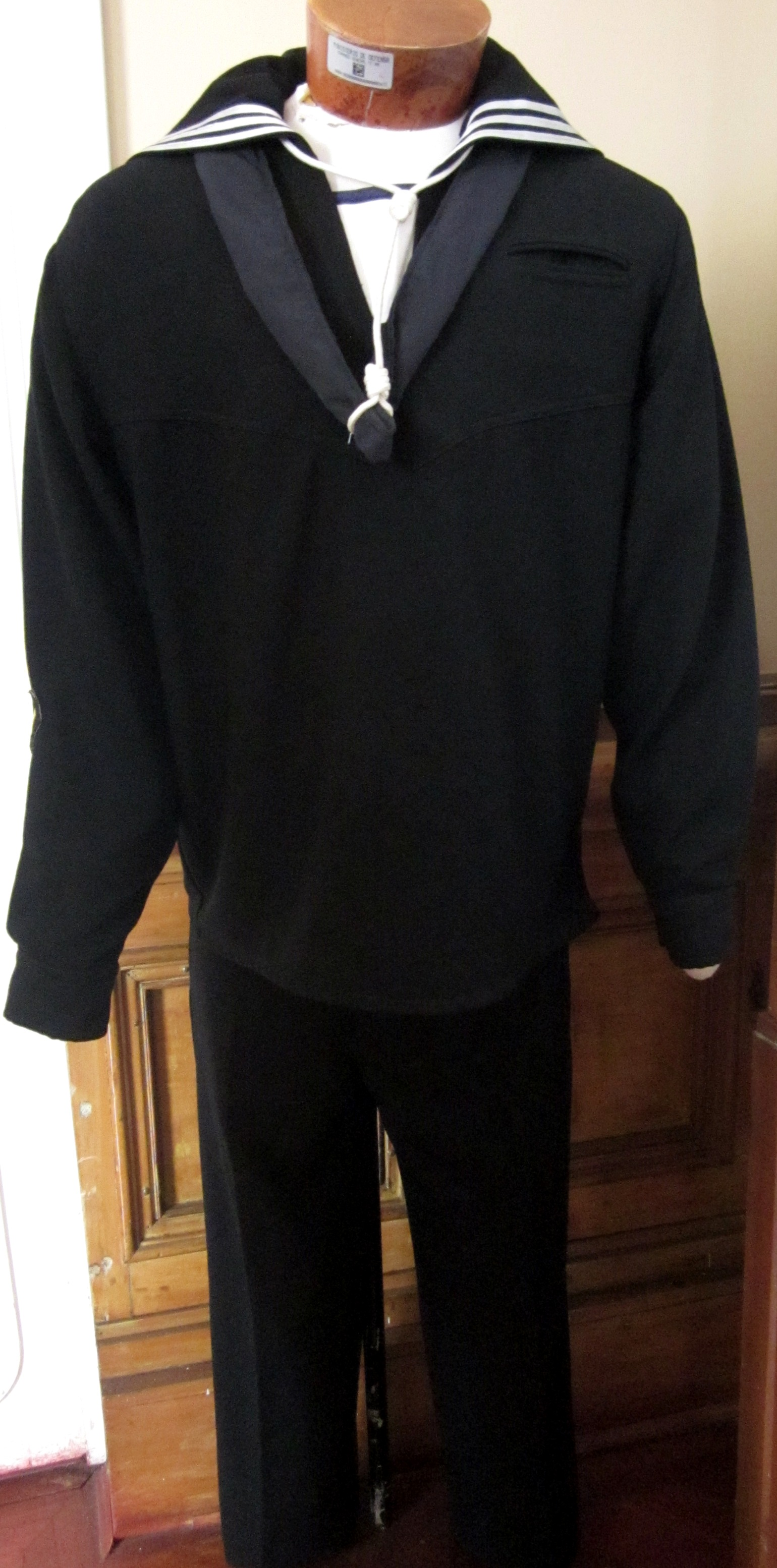
Uniforme No. 03 Formal para Suboficial Naval de la Armada Nacional - Museo Militar de Colombia.
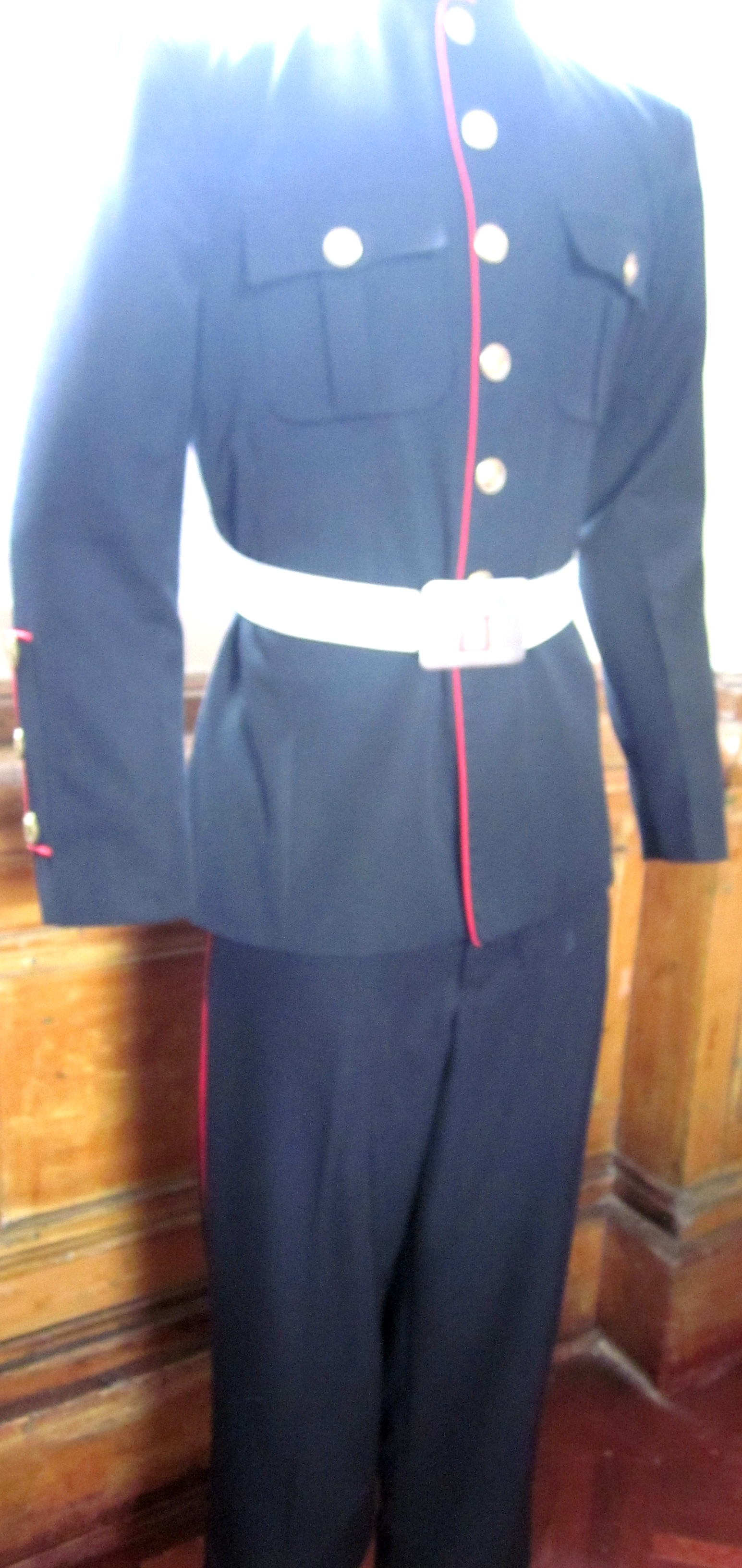
Uniforme de Infantería de Marina para Ceremonias Militares y Eventos Especiales - Museo Militar de Colombia.
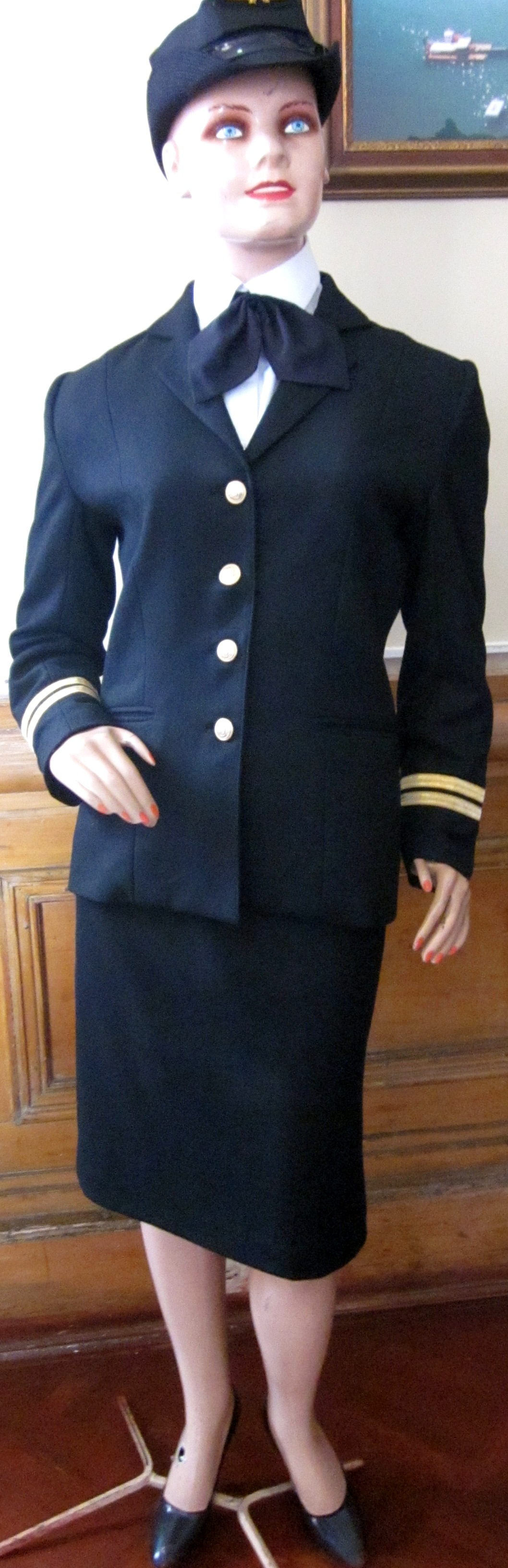
Uniforme de la Armada Femenino Actual - Museo Militar de Colombia.
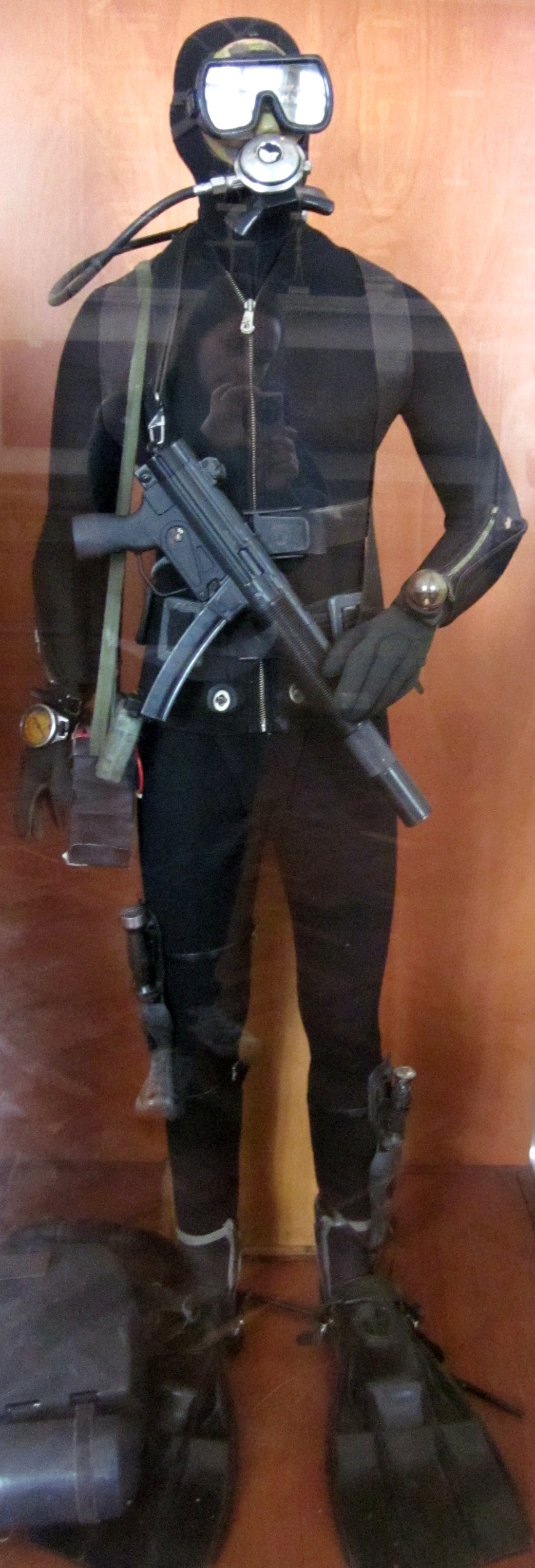
Buzo Táctico de Infantería - Museo Militar de Colombia.
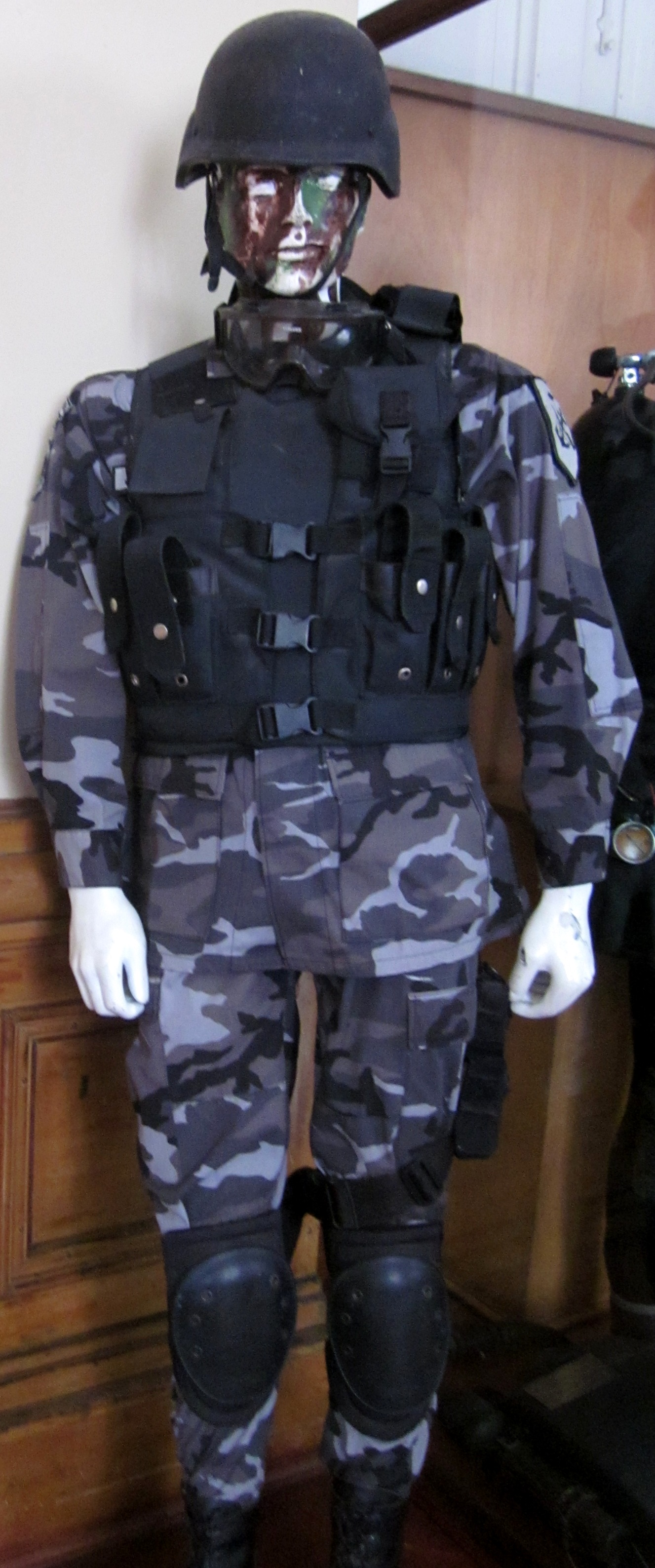
Uniforme de Combate de las Fuerzas Antiterroristas Urbanas de la Armada Nacional (FAUR) - Museo Militar de Colombia.

## Uniformes Fuerza Aérea
Acercándose a los 80 años de existencia, la Fuerza Aérea Colombiana o también llamados “Caballeros del aire” han tenido una evolución a través del tiempo en sus uniformes, donde se muestran las diferentes y principales que han utilizado los oficiales, alférez, cadetes, suboficiales, alumnos y personal.  Los uniformes se convierten en parte esencial, emblema, y distintivo de la institución que forman a los integrantes de la Fuerza Aérea Colombiana.  
- Overol de vuelo para altura con casco de cuero marrón, anteojos, diseño norteamericano de cuero marrón, cremallera en su parte frontal y mangas con cuello cerrado en piel para protección contra el frío en vuelos largos y bolsillos de parche en la parte superior, cinturón de cuero marrón o negro y botas altas o zapatos de cuero negro

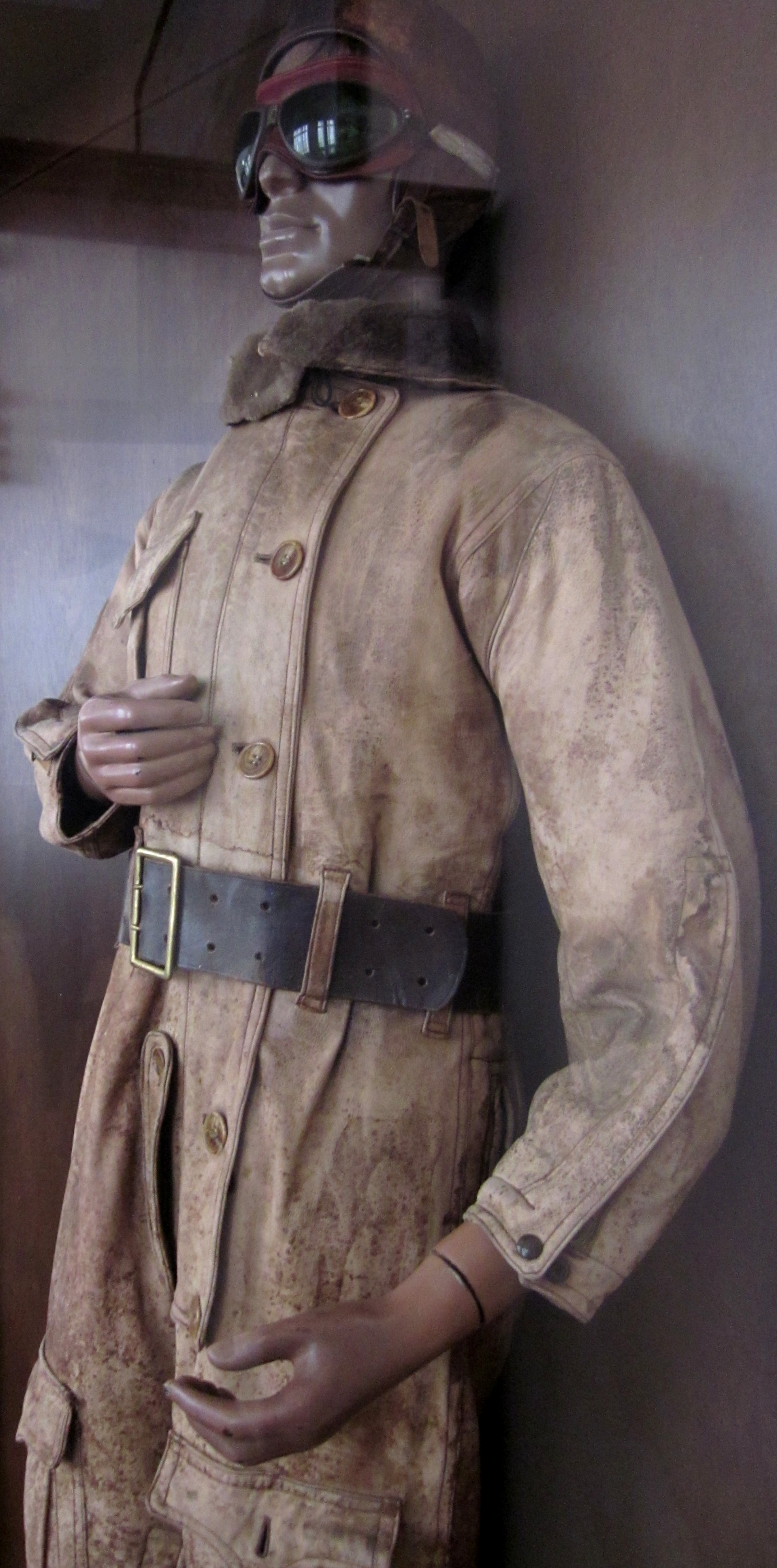
Overol de Vuelo para altura, 1927 a 1935 - Museo Militar de Colombia.
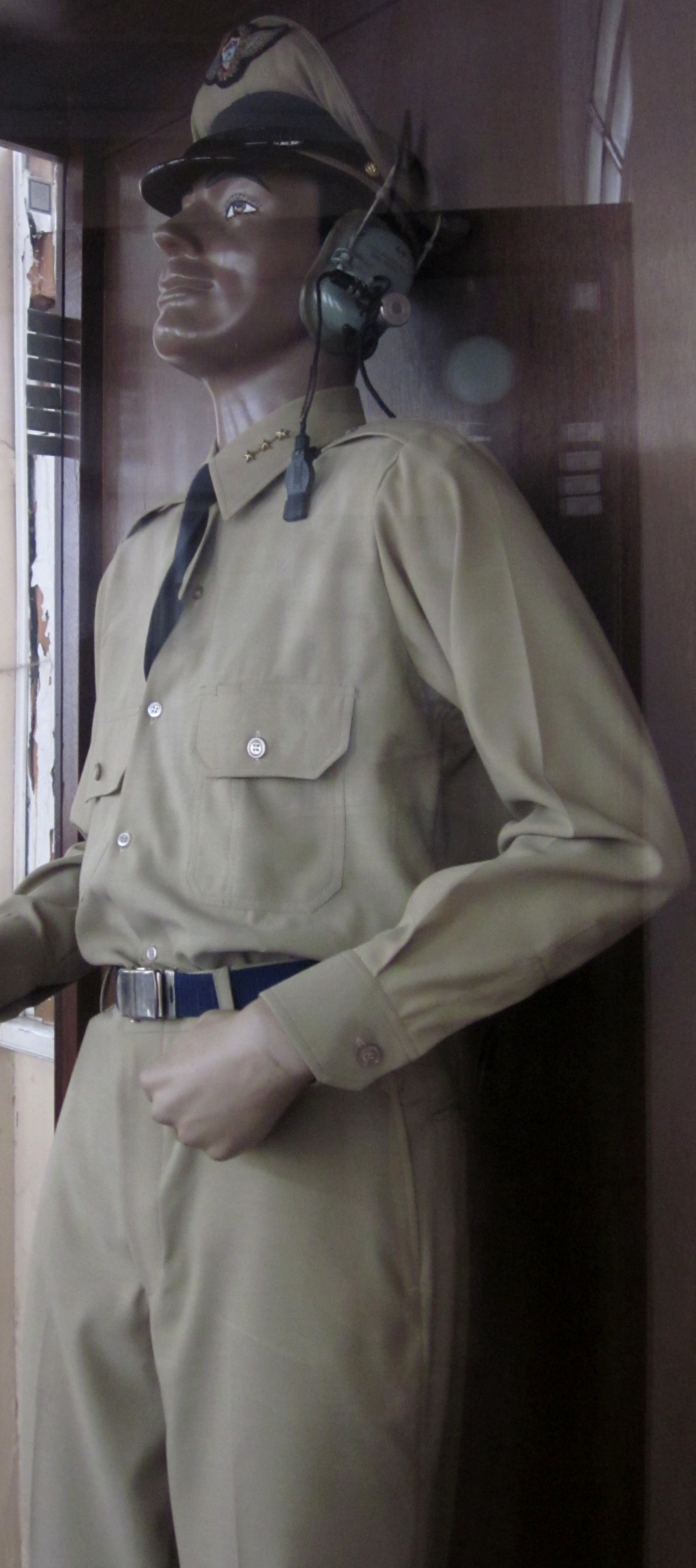
Uniforme de Servicio en clima cálido, 1944 a 1962 - Museo Militar de Colombia.
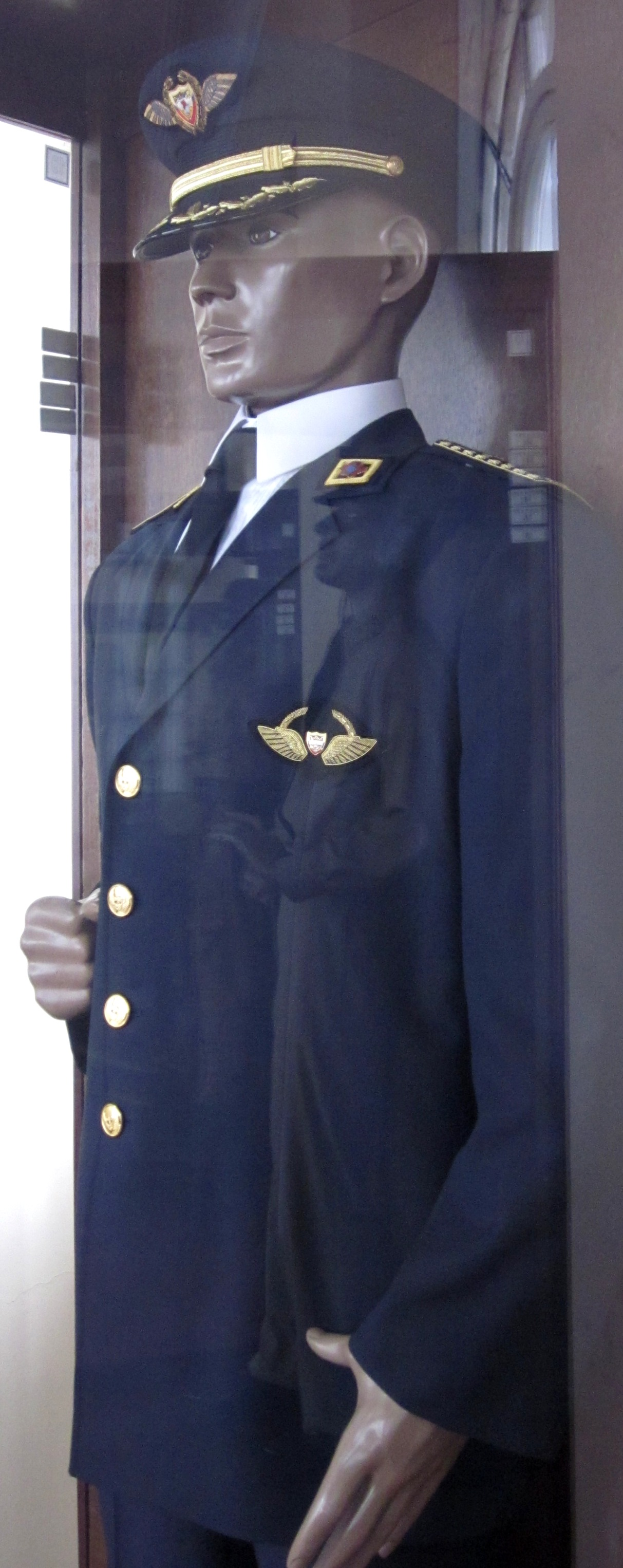
Uniforme No. 04 de Viaje y Servicio clima cálido - Museo Militar de Colombia.
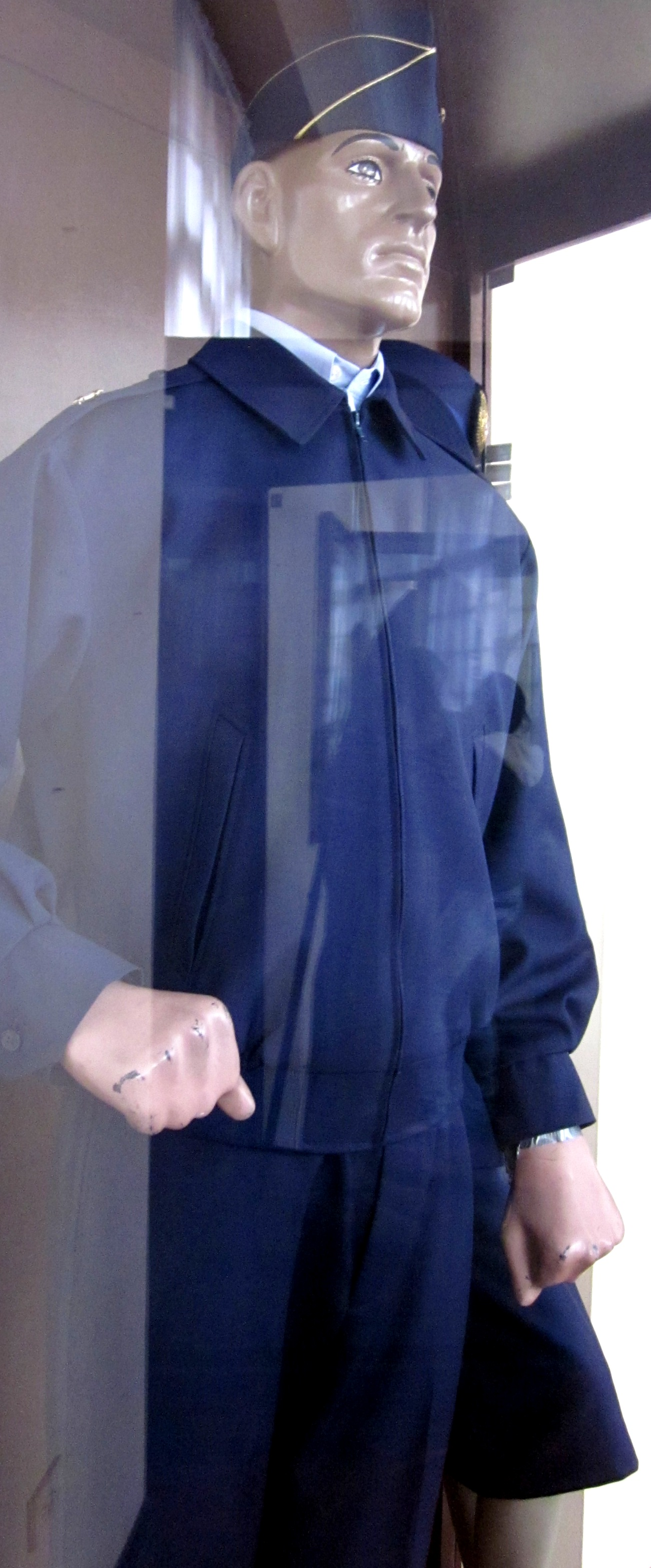
Uniforme de Vuelo Actual - Museo Militar de Colombia.

## Uniformes del Ejército Nacional de Colombia
El Ejército Nacional inicia tres días después del 20 de julio de 1810, donde la junta suprema encargada de institucionalizar la independencia anunció la creación del "Batallón Voluntarios de Guardias Nacionales" compuesta de Infantería y Caballería cuyo comandante sería el Teniente Coronel Antonio Baraya. Con la evolución del Ejército Nacional de Colombia también se puede ver reflejado el cambio de los uniformes a través de la historia.
- Uniforme de Gala para General con guerrera entallada de paño azul, con vivos de color distintivo del arma, a cada lado del cuello y del escudo lleva una palma de laurel bordada en hilo de oro y siete botones dorados al frente, caponas y charreteras forradas en el color del arma o servicio; en la parte superior lleva una media luna dorada en hilos de oro, cinturón en hilo de oro para Oficiales Generales, guantes en piel de color blanco, cordón en hilo oro, pantalón largo de paño blanco y zapatos de charol negro.
- Uniforme de Calle para Oficiales y Suboficiales con Gorra de color verde oliva con escudo Nacional al lado izquierdo, camisa y pantalón verde oliva, distintivos del arma y unidad operativa en las mangas, placa de identificación, insignias de grado y zapatos de cuero negro.
- Uniforme de Combate para Soldados, Oficiales y Suboficiales con gorra camuflada, camiseta verde, pantalón breeche camuflado.
- Uniforme de Policía Militar con gorro en material sintético verde oliva con el escudo nacional, camiseta de color blanco, camisa en dril color habano, manga corta para clima cálido, placa de identificación distintivos del arma o servicio e insignias del grado, cinturón de reata color negro con chapa dorada, pantalón en dril color habano y botas combinadas en color blanco y negro.
- Uniforme de Parada para Policía Militar con casco de fibra con el emblema PM y barbuquejo blanco, bufanda en color blanco, camisa y pantalón en dril color habano, distintivos de PM en metal dorado, cordón en seda y nailon trenzado color blanco, brazalete en color blanco con las letras PM en color negro, cadena metálica para pito, apellidos en acrílico color negro, fornitura y cartuchera en cuero blanco, chapa en metal dorado, guantes en hilos de color blanco, armamento de dotación con el portafusil en color blanco y botas combinadas en color blanco y negro.
- Uniforme de deportes con camiseta o chaqueta blanca y roja con el escudo de la institución, pantaloneta o sudadera negra y gorra negra y roja.

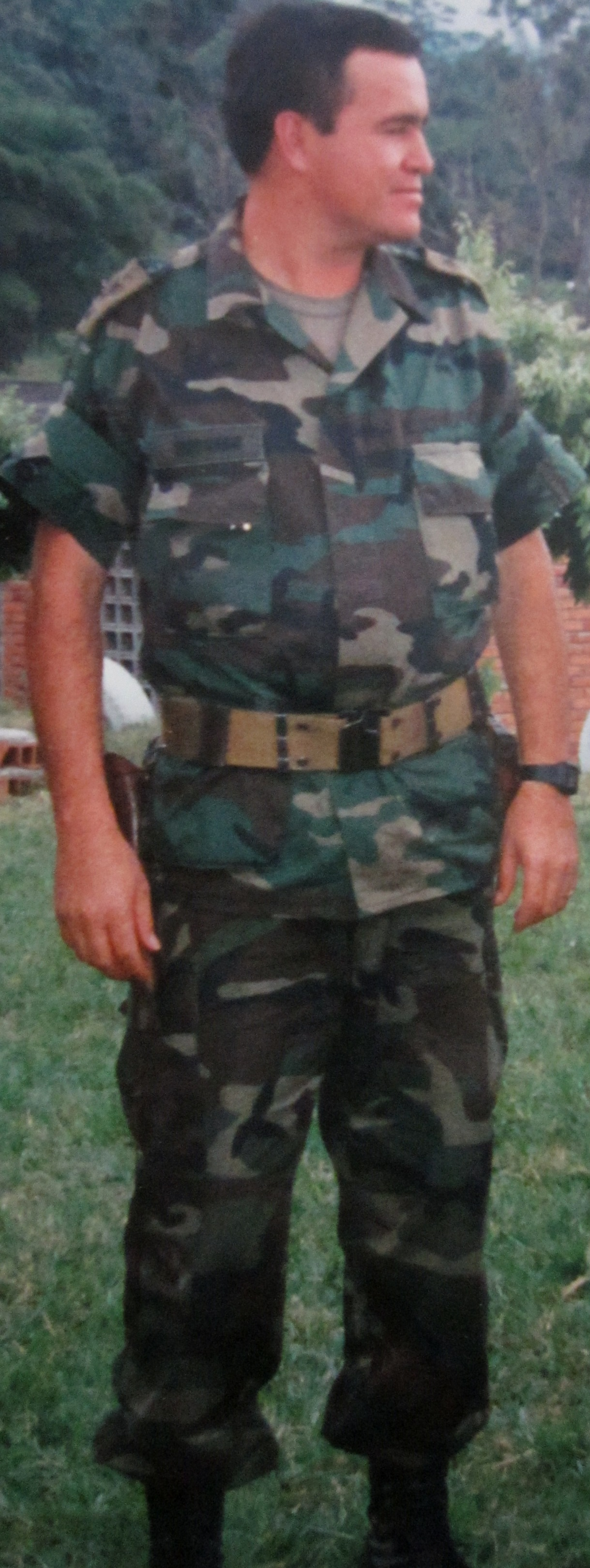
Uniforme de Servicio Práctico para Fuerzas Especiales Rurales, 1994.
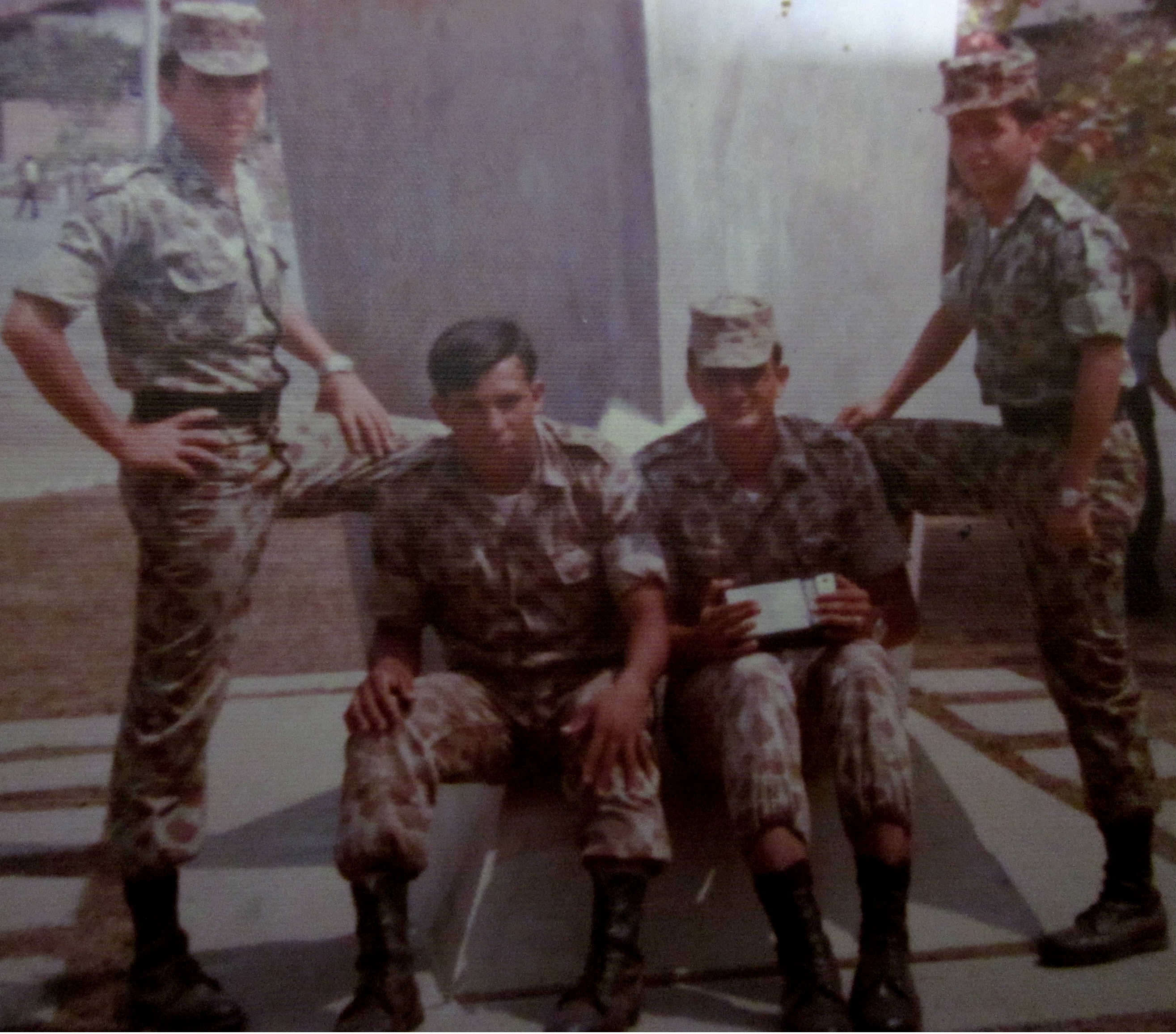
Uniforme de Campaña y de Combate para Soldados del Ejército en todos los climas sin armamento, 1971.
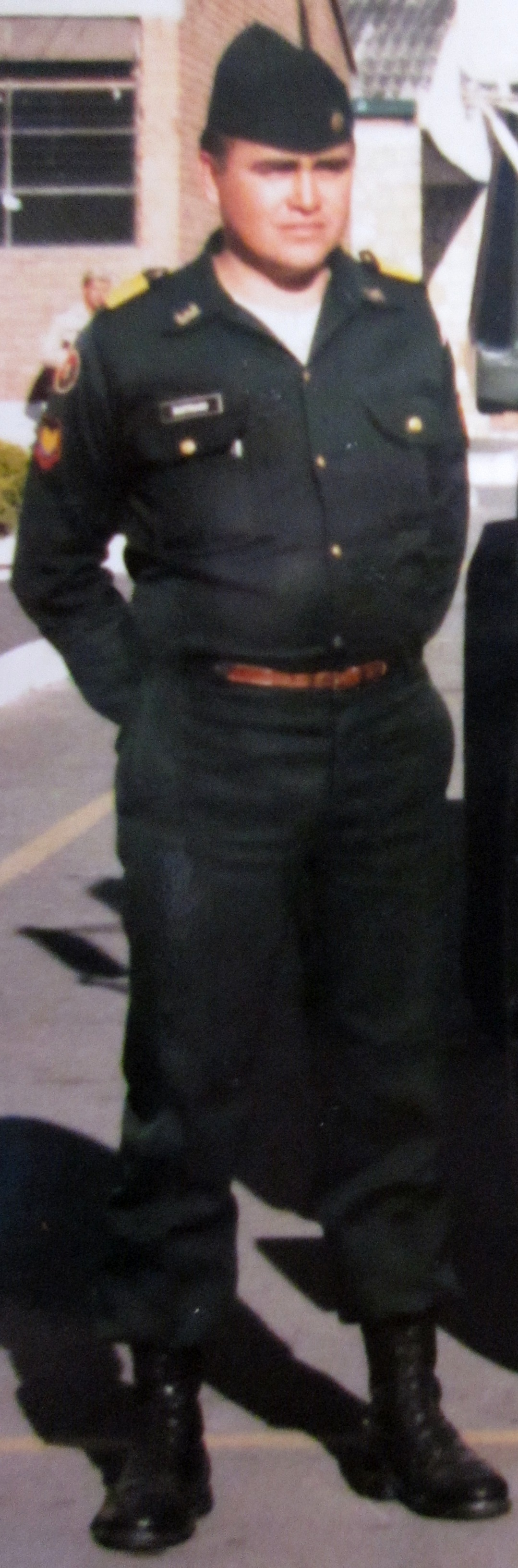
Uniforme de calle para Cabo Segundo en clima frío, 1971.
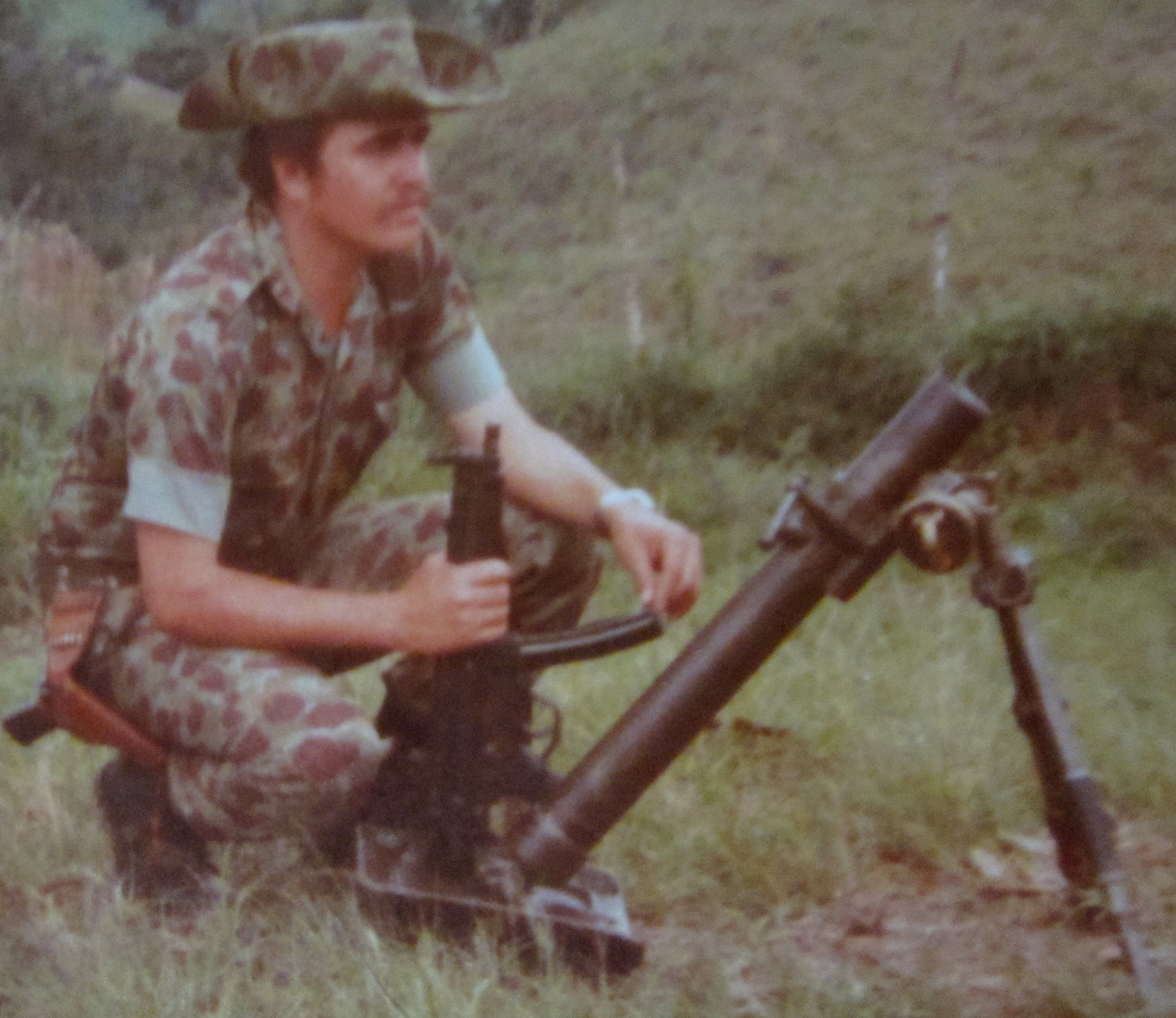
Uniforme de Combate para Oficiales y Suboficiales.
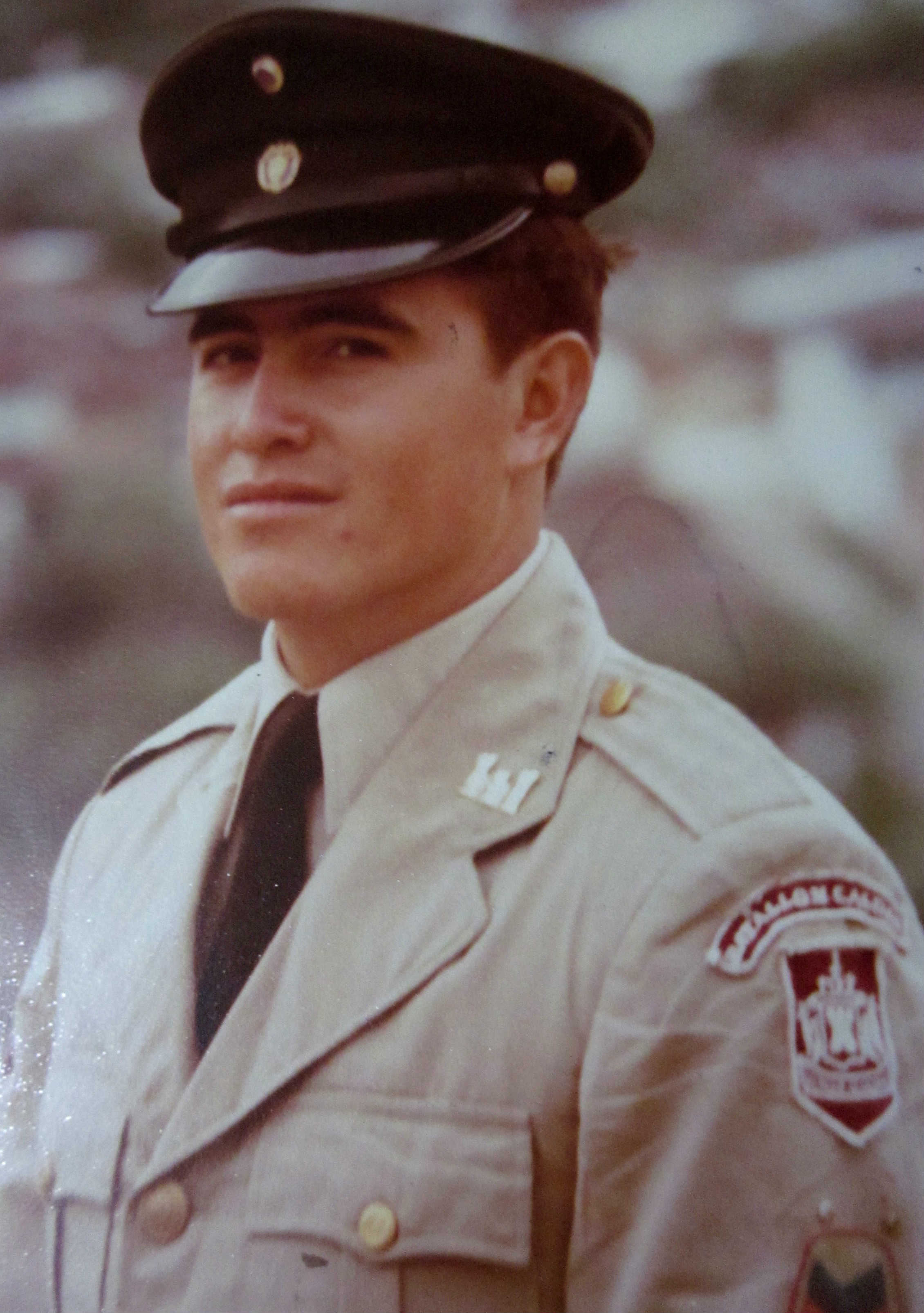
Uniforme para Oficiales y Suboficiales de todos los grados en clima cálido, 1971.
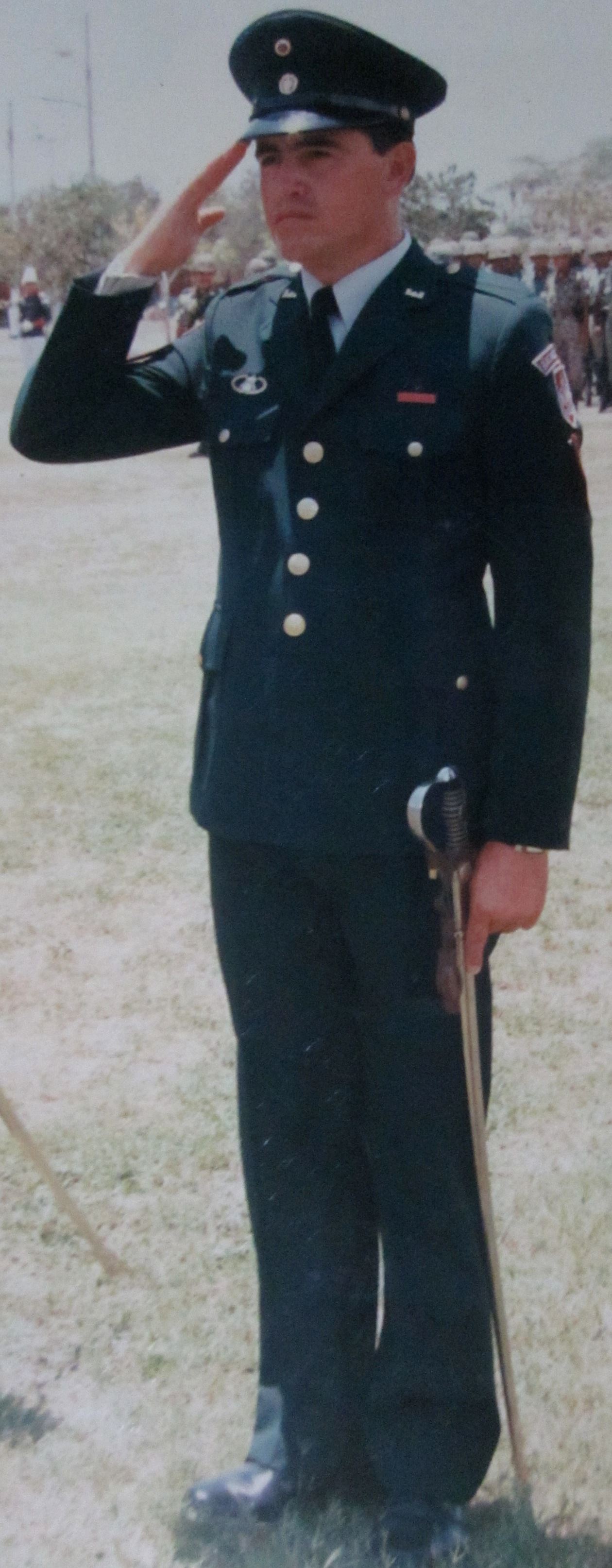
Uniforme de calle para Sargento en clima frío, 1971.
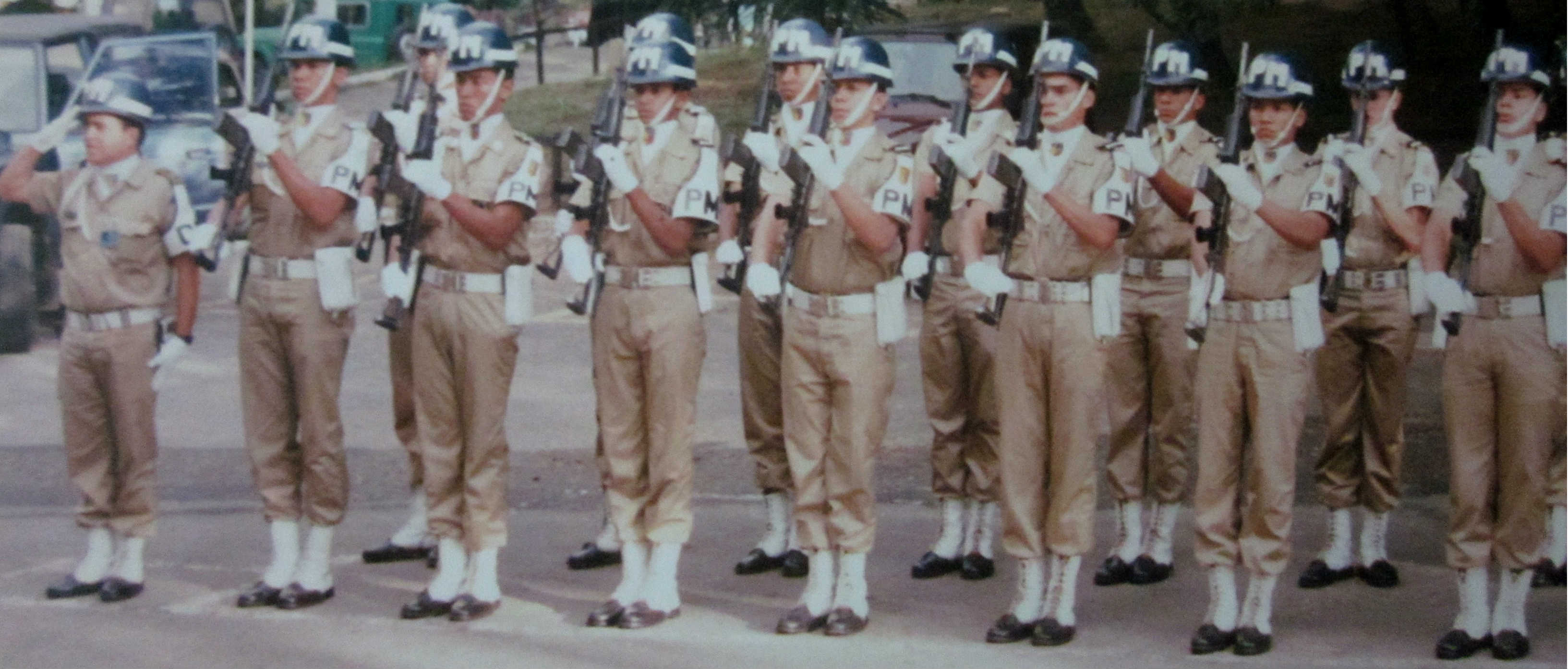
Uniforme de Parada para Soldado de la Policía Militar en clima cálido, 1971.
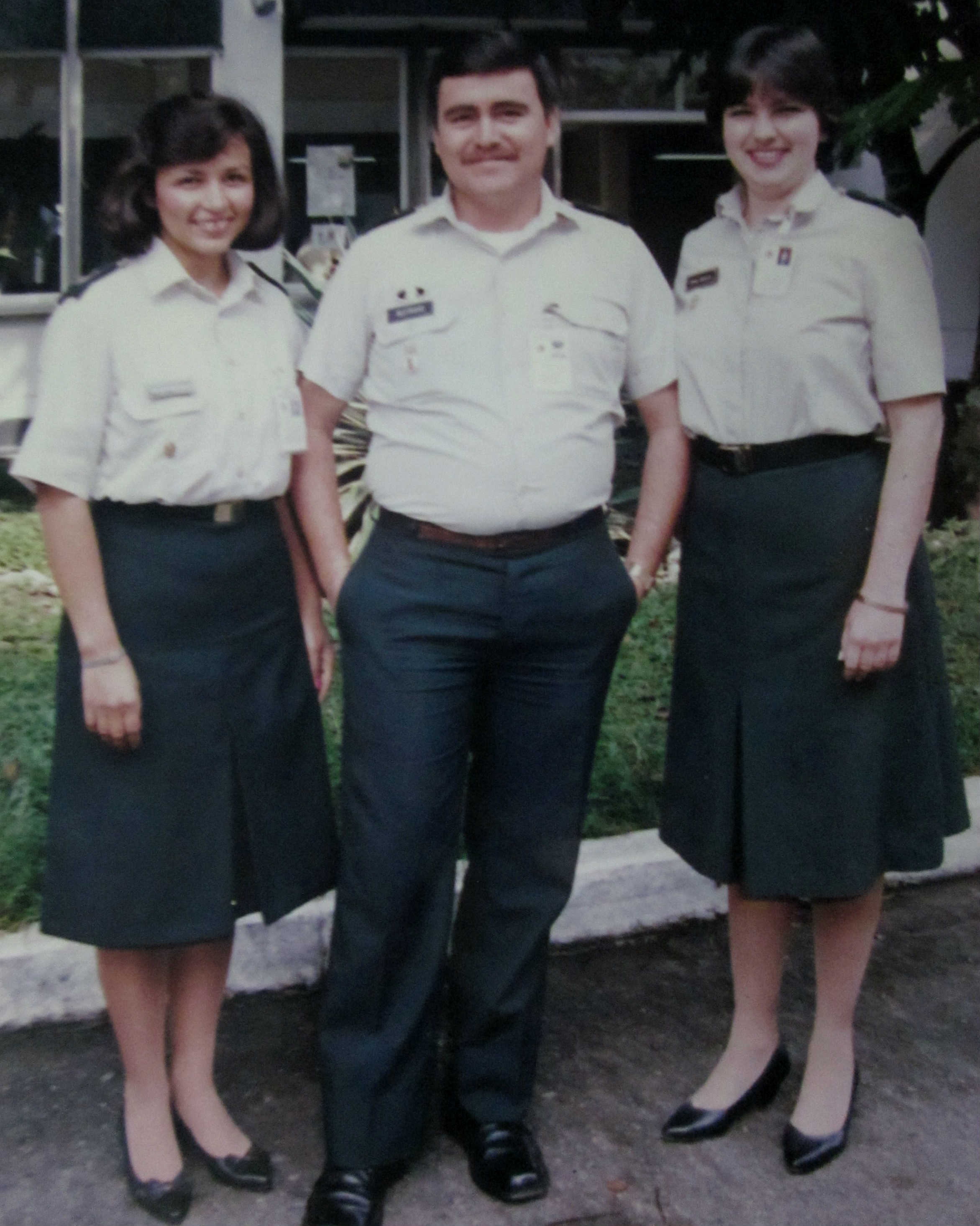
Uniforme de Oficial y Suboficial de Personal Femenino en clima cálido, 1990.
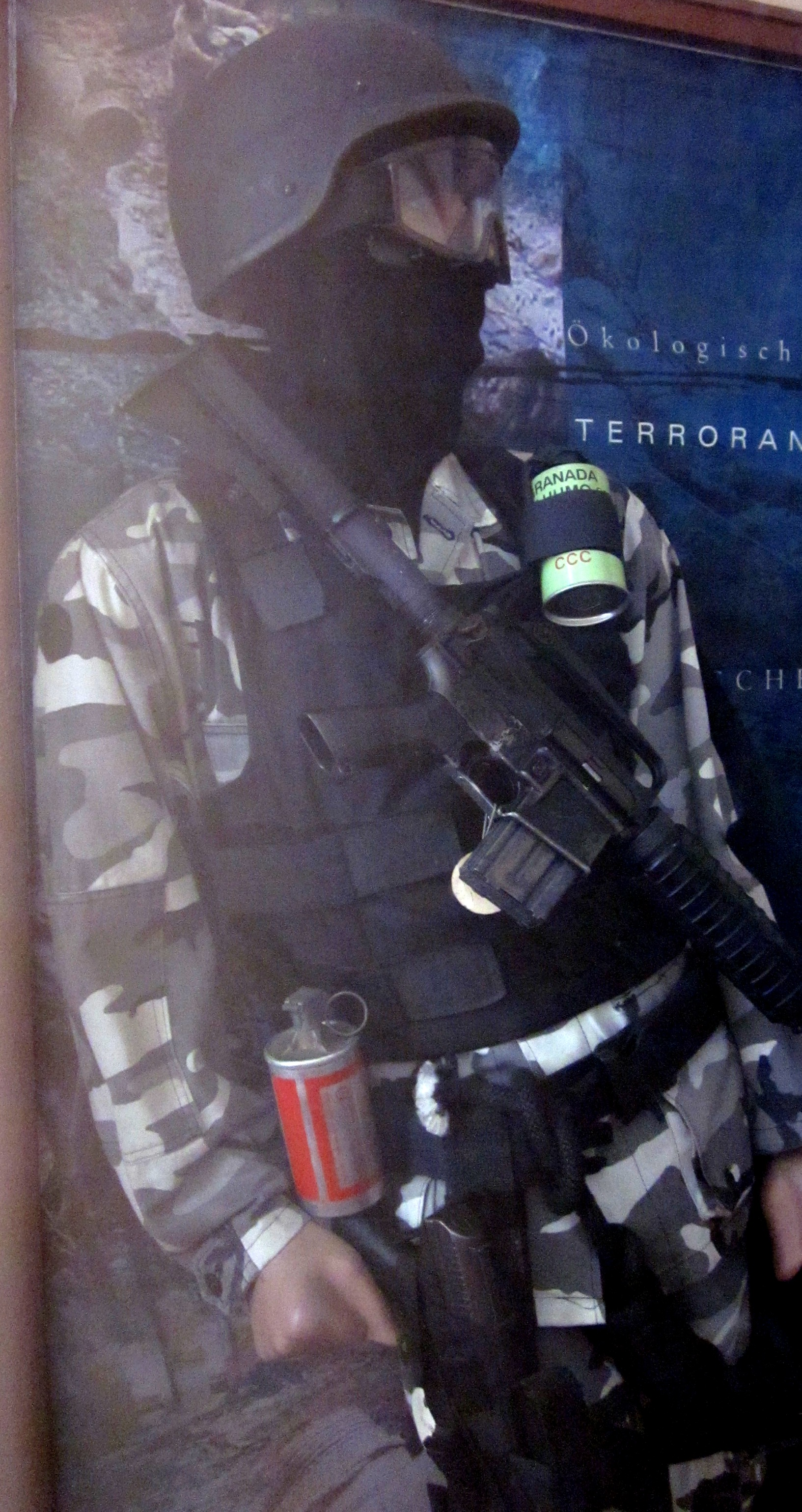
Uniforme de la Agrupación de Fuerzas Antiterroristas Urbanas (AFEAU).
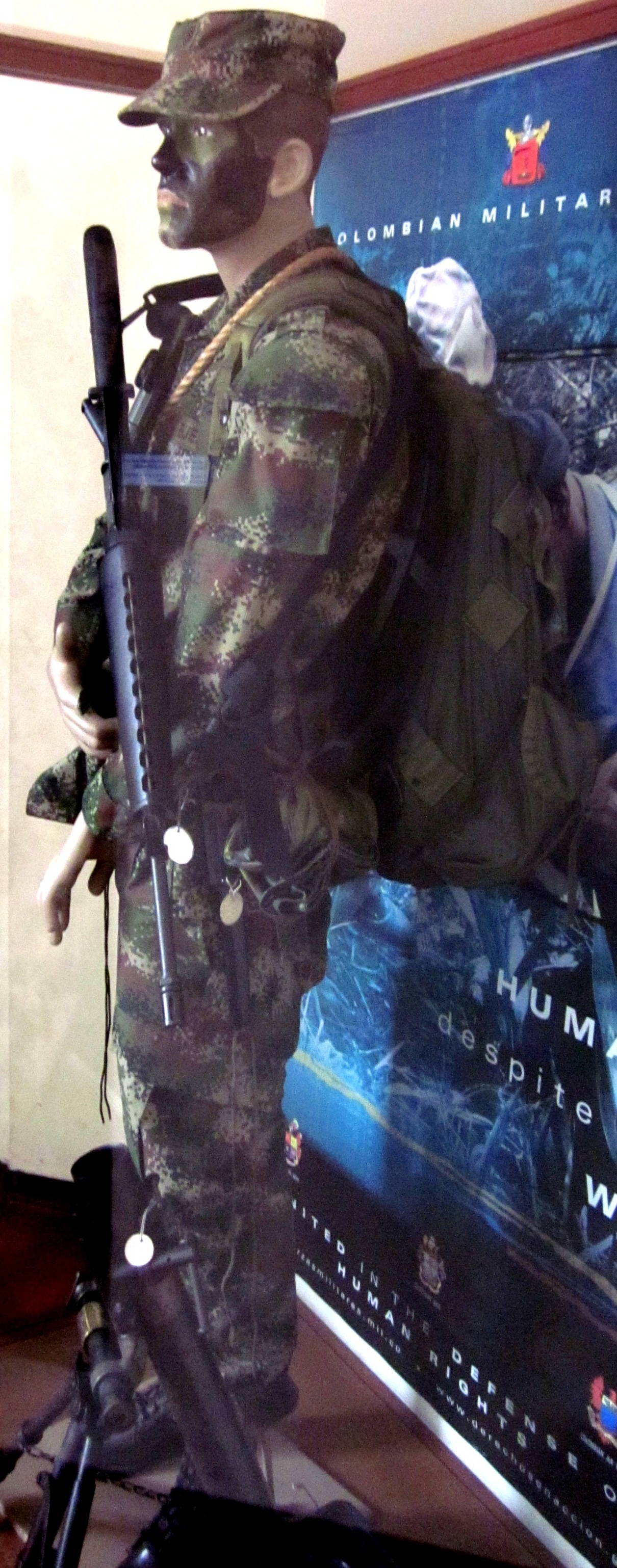
Uniforme pixelado del Ejército Nacional de Colombia.
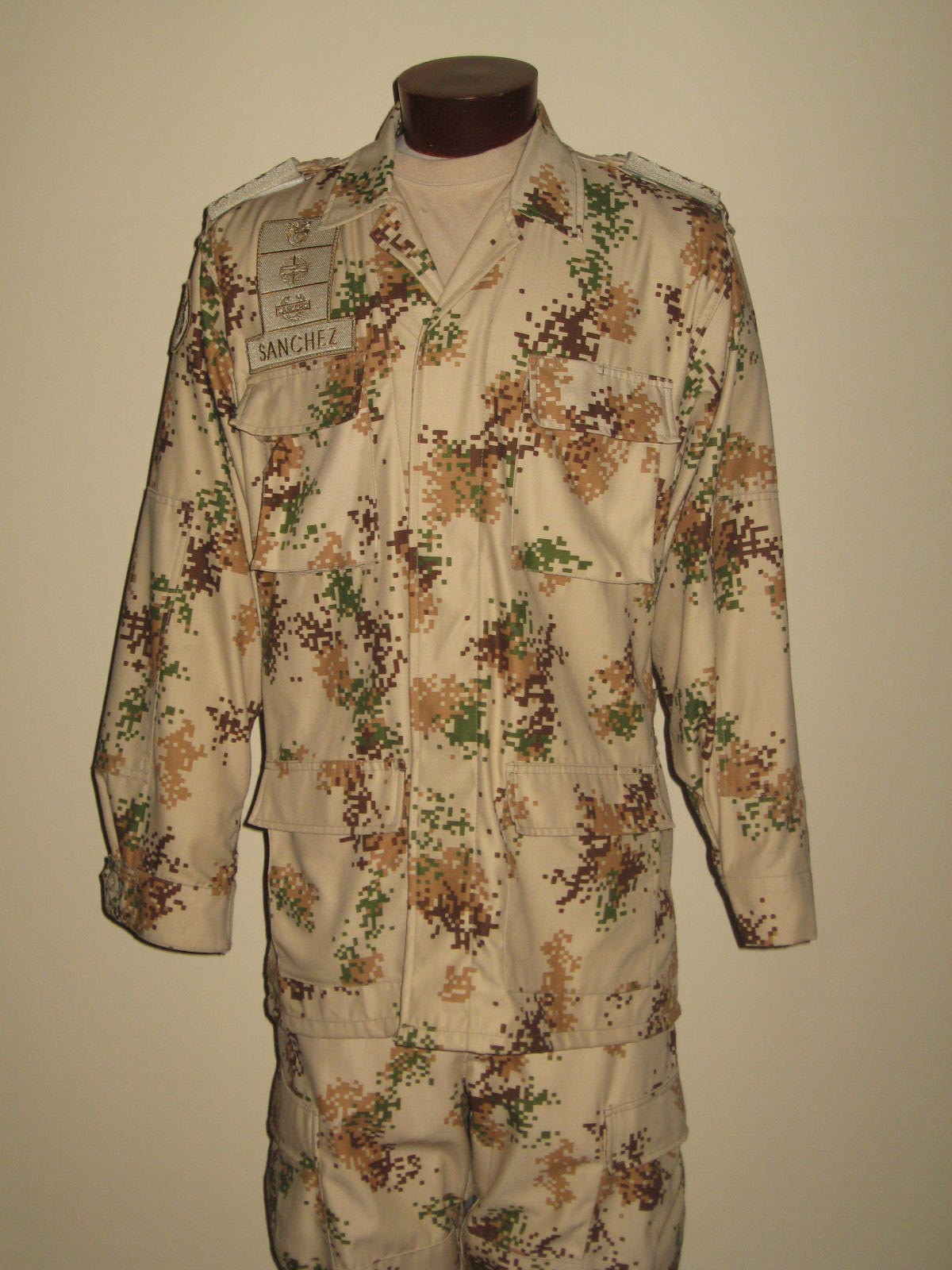
Uniforme pixelado tipo desierto del Ejército Nacional de Colombia
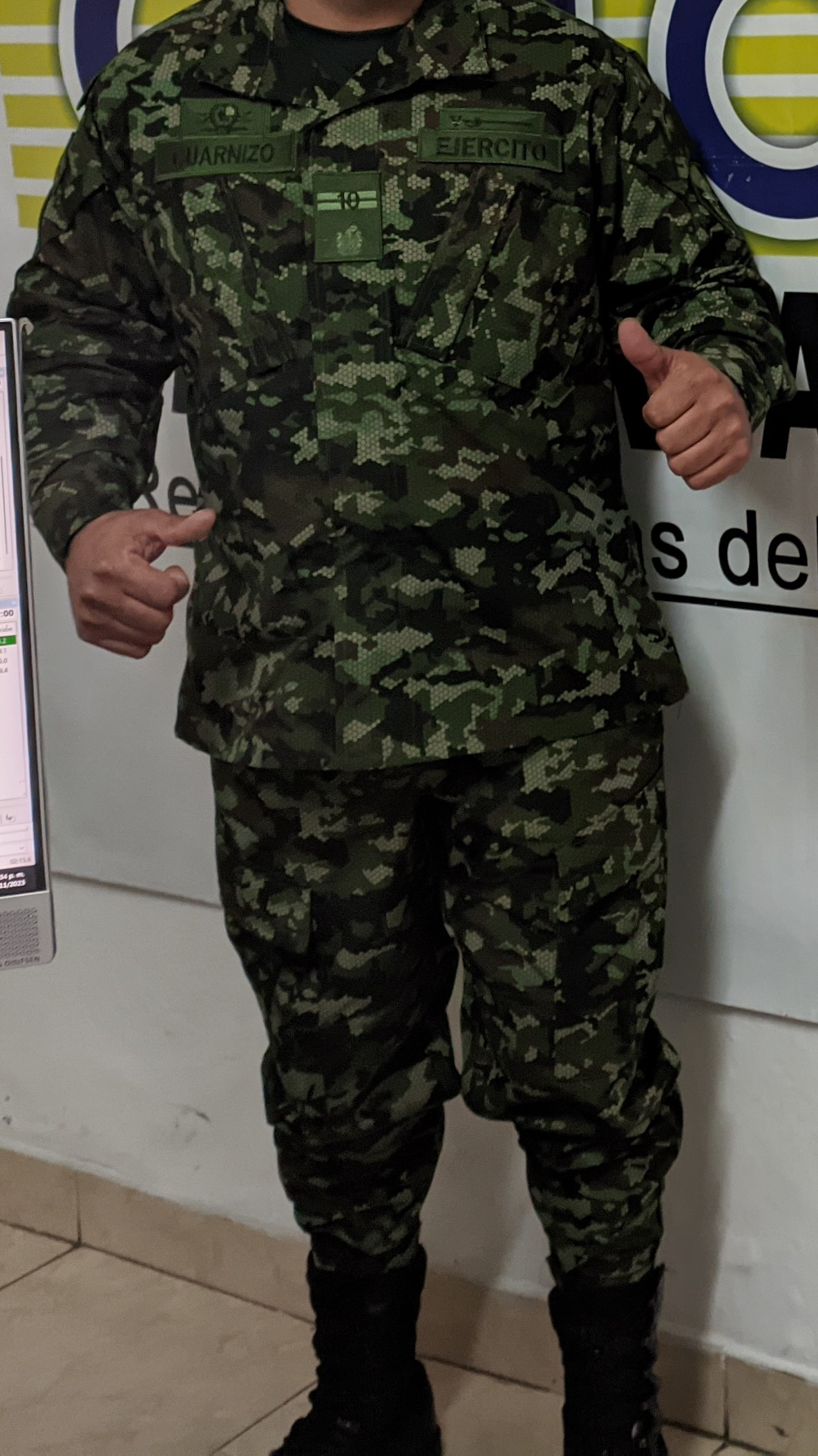
Uniforme Camaleón del Ejército Nacional de Colombia, en uso desde 2022.
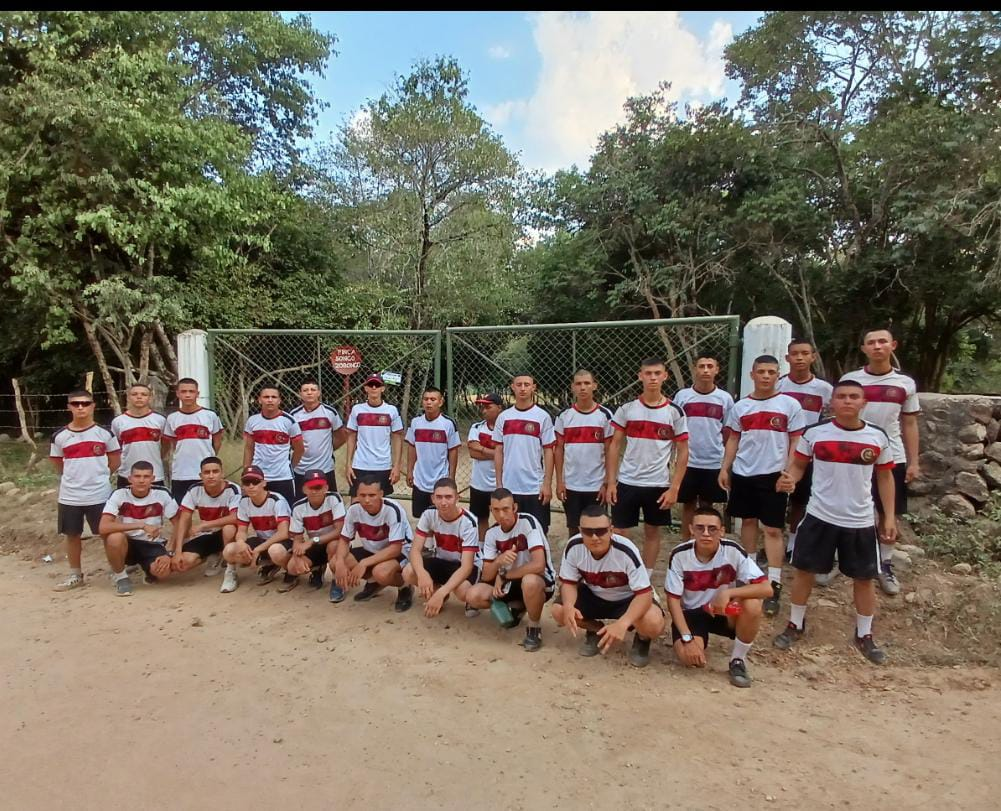
Uniforme de deportes del Ejército Nacional de Colombia.